# The Beatles
The Beatles foi uma banda de rock britânica formada na cidade de Liverpool em 1960. Com os integrantes John Lennon, Paul McCartney, George Harrison e Ringo Starr, tornou-se amplamente reconhecido como o maior e mais influente grupo musical da história — tendo sido essencial para o desenvolvimento da contracultura da década de 1960 e para o reconhecimento da música popular como forma de arte. Enraizados no skiffle, beat e o rock and roll dos anos 1950, os Beatles mais tarde experimentaram com diversos gêneros, desde baladas pop e a música indiana até a música psicodélica e o hard rock, e incorporaram elementos clássicos de maneiras inovadoras. Em meados da década de 1960, a imensa popularidade da banda tornou-se conhecida como a "Beatlemania", mas conforme a música do grupo crescia em sofisticação, liderada pelos principais compositores Lennon e McCartney, seus membros começaram a ser percebidos como uma incorporação dos ideais compartilhados pelas revoluções socioculturais da era.
Os Beatles construíram sua reputação apresentando-se em boates de Liverpool e Hamburgo durante três anos na década de 1960. O empresário da banda Brian Epstein transformou seus integrantes em artistas profissionais, e o produtor George Martin melhorou seus potenciais musicais. Eles ganharam popularidade no Reino Unido com seu primeiro sucesso "Love Me Do" no final de 1962. Eles adquiriram o apelido "The Fab Four", conforme a Beatlemania crescia em território britânico no ano seguinte, e ao final de 1964 tornaram-se astros internacionais, liderando a "Invasão Britânica" no mercado musical estadunidense. A partir de 1965, os Beatles produziam o que muitos consideram como seus melhores materiais, incluindo os inovadores e influenciadores álbuns Rubber Soul (1965), Revolver (1966), Sgt. Pepper's Lonely Hearts Club Band (1967), The Beatles — comumente referido como White Album — (1968) e Abbey Road (1969). Após a separação de seus membros em 1970, eles conquistaram carreiras musicais bem-sucedidas. McCartney e Starr, os membros ainda vivos, estão musicalmente ativos. Lennon foi assassinado em dezembro de 1980, enquanto Harrison morreu de câncer de pulmão em novembro de 2001.
De acordo com a Recording Industry Association of America (RIAA), os Beatles são os artistas com o maior número de vendas nos Estados Unidos, com 178 milhões de unidades certificadas. Eles possuem o maior número de álbuns que chegaram ao cume da UK Albums Chart e venderam mais singles no Reino Unido do que qualquer outro artista. Em 2008, o grupo foi listado pela Billboard como o ato mais bem sucedido de todos os tempos nas tabelas publicadas pela revista; até 2015, o conjunto ainda detém o recorde de mais números um na Billboard Hot 100, com 20 canções. Eles receberam dez Grammy Awards, um Oscar para Melhor Banda Sonora e 15 Ivor Novello Awards. Com seus membros coletivamente incluídos na compilação da Time que listou as 100 pessoas mais influentes do século 20, a banda é a mais bem sucedida comercialmente na história, tendo vendido mais de 600 milhões de cópias em âmbito global. O grupo foi incluído no Rock and Roll Hall of Fame em 1988, com todos os participantes sendo adicionados individualmente entre 1994 e 2015, e possui cinco álbuns na lista dos 200 álbuns definitivos no Rock and Roll Hall of Fame, juntamente ao Led Zeppelin.

## História

### 1957–1962: Formação, Hamburgo, e popularidade no Reino Unido

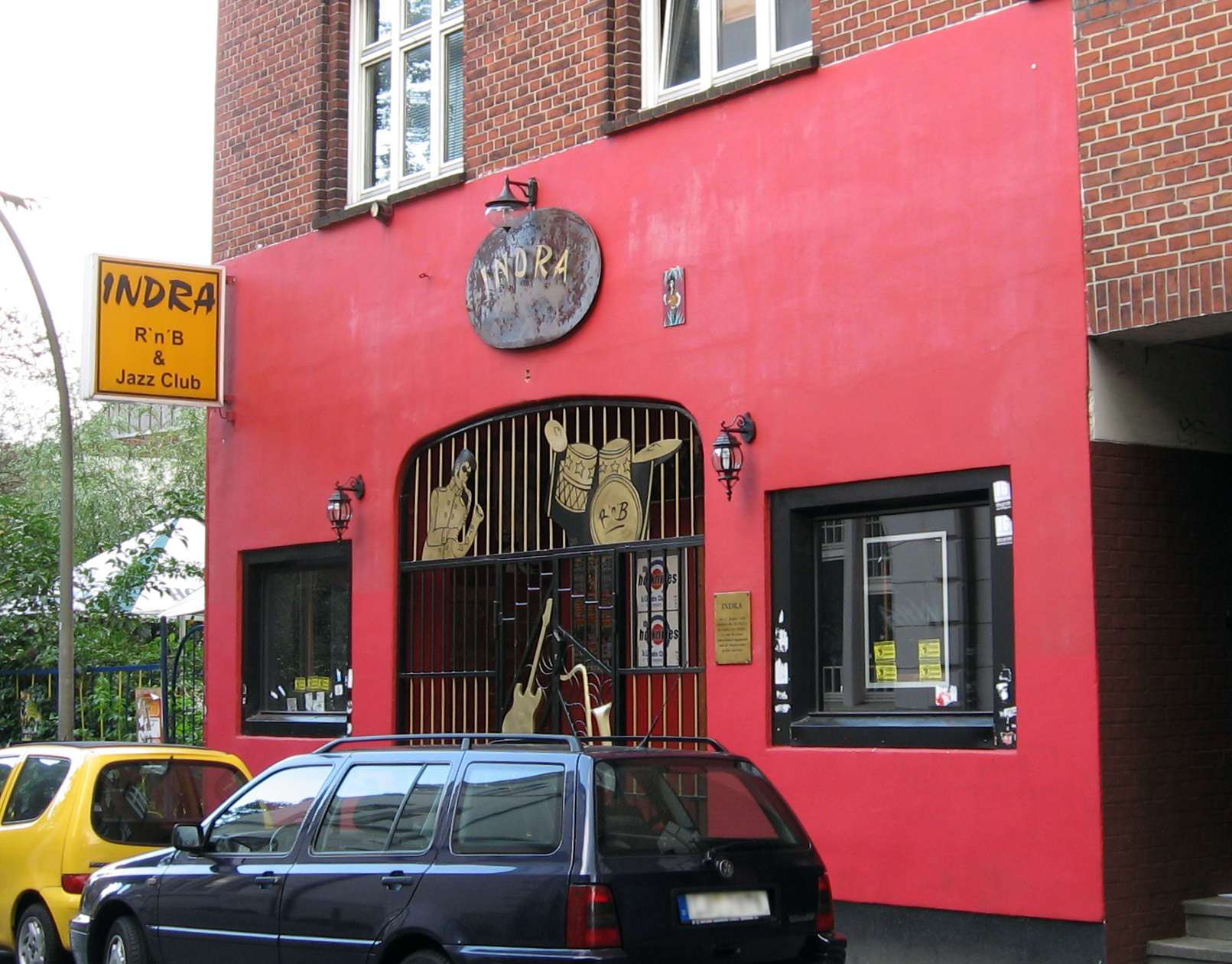
O Indra Club em 2007, onde os Beatles tocaram na primeira visita a Hamburgo, Alemanha

Em março de 1957, John Lennon, então com dezesseis anos, formou um grupo de skiffle com vários amigos da Quarry Bank High School, em Liverpool. Eles se chamaram brevemente de Blackjacks, antes de mudar o nome para The Quarrymen, depois de descobrir que outro grupo local já estava usando o nome. Paul McCartney, com quinze anos, juntou-se a eles como guitarrista rítmico logo depois que ele e Lennon se conheceram em julho. Em fevereiro de 1958, McCartney convidou seu amigo George Harrison para assistir à banda. O garoto de quinze anos fez um teste para Lennon, impressionando-o com sua apresentação, mas Lennon inicialmente pensou que Harrison era jovem demais para a banda. Após um mês de persistência de Harrison, durante uma segunda reunião (organizada por McCartney), ele tocou a parte principal da música instrumental "Raunchy" no andar superior de um ônibus do Liverpool e o recrutaram como guitarrista principal.
Em janeiro de 1959, os amigos de Lennon haviam deixado o grupo e ele começou seus estudos na Escola de Arte e Design de Liverpool. Os três guitarristas, que se chamavam "Johnny and the Moondogs", tocavam rock and roll sempre que encontravam um baterista. O amigo da escola de arte de Lennon, Stuart Sutcliffe, que acabara de vender uma de suas pinturas e foi persuadido a comprar um baixo, entrou em janeiro de 1960, e foi ele quem sugeriu mudar o nome da banda para "Beatals", como uma homenagem a Buddy Holly e aos The Crickets. Eles usaram esse nome até maio, quando se tornaram os Silver Beetles, antes de fazer uma breve turnê pela Escócia como o grupo de apoio do cantor pop e colega de Johnny Gentle. No início de julho, eles haviam se remodelado como os "Silver Beatles" e, em meados de agosto, abreviado o nome para The Beatles.

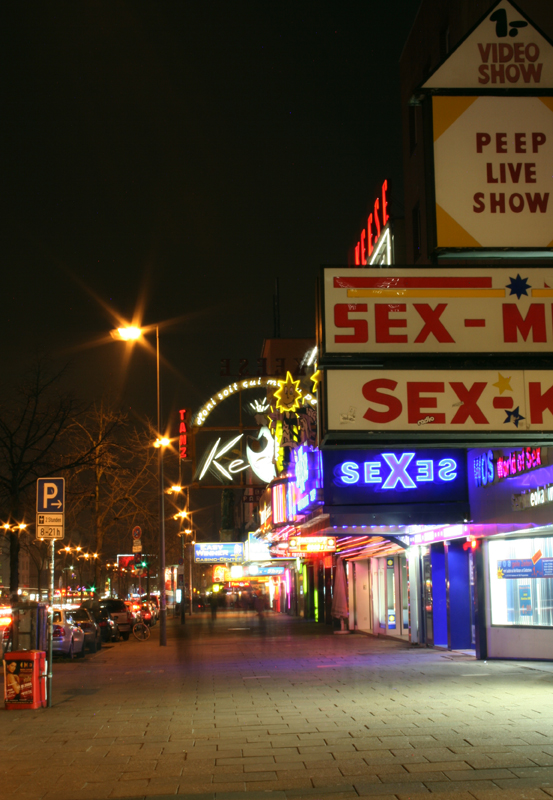
Boate na Reeperbahn em St Pauli - o distrito da luz vermelha de Hamburgo, onde os Beatles se apresentaram extensivamente de 1960 a 1962 (foto tirada em 2006)

Allan Williams, gerente não oficial dos Beatles, arranjou uma residência para eles em Hamburgo, mas sem um baterista em tempo integral, onde eles fizeram o teste e contrataram Pete Best em meados de agosto de 1960. A banda, agora composta por cinco membros, partiu quatro dias depois, contratada pelo proprietário do clube Bruno Koschmider pelo que seria uma residência de 3 meses e meio. O historiador dos Beatles, Mark Lewisohn, escreve: "Eles entraram em Hamburgo ao entardecer em 17 de agosto, época em que a área da luz vermelha ganha vida... luzes de neon piscavam nos vários tipos de entretenimento oferecidos, enquanto mulheres com pouca roupa sentavam-se descaradamente nas janelas das lojas aguardando oportunidades de negócios".
Koschmider havia convertido alguns clubes de striptease no distrito em locais de música e ele inicialmente colocou os Beatles no Indra Club. Depois de fechar Indra devido a reclamações de barulho, ele os mudou para o Kaiserkeller em outubro. Quando soube que eles estavam se apresentando no Top Ten Club por violar seu contrato, ele deu à banda um aviso de rescisão de um mês e relatou que Harrison, que era menor de idade, havia obtido permissão para ficar em Hamburgo mentindo para as autoridades alemãs sobre sua idade. As autoridades organizaram a deportação de Harrison no final de novembro. Uma semana depois, Koschmider prendeu McCartney e Best por incêndio criminoso depois que atearam fogo a um preservativo em um corredor de concreto; as autoridades os deportaram. Lennon retornou a Liverpool no início de dezembro, enquanto Sutcliffe permaneceu em Hamburgo até o final de fevereiro com sua noiva alemã Astrid Kirchherr, que tirou as primeiras fotos semiprofissionais dos Beatles.
Durante os próximos dois anos, os Beatles residiram por períodos em Hamburgo, onde usaram o Preludin tanto para fins recreativos quanto para manter sua energia através de apresentações a noite toda. Em 1961, durante sua segunda estada em Hamburgo, Kirchherr cortou o cabelo de Sutcliffe no estilo "exi" (existencialista), adotado posteriormente pelos outros Beatles. Quando Sutcliffe decidiu deixar a banda no início daquele ano e retomar seus estudos de arte na Alemanha, McCartney assumiu o baixo. O produtor Bert Kaempfert contratou o que era agora um grupo de quatro membros até junho de 1962 e os usou como banda de apoio de Tony Sheridan em uma série de gravações para a Polydor Records. Como parte das sessões, os Beatles assinaram contrato com a Polydor por um ano. Creditado a "Tony Sheridan & the Beat Brothers", o single "My Bonnie", gravado em junho de 1961 e lançado quatro meses depois, alcançou o número 32 na parada Musikmarkt.

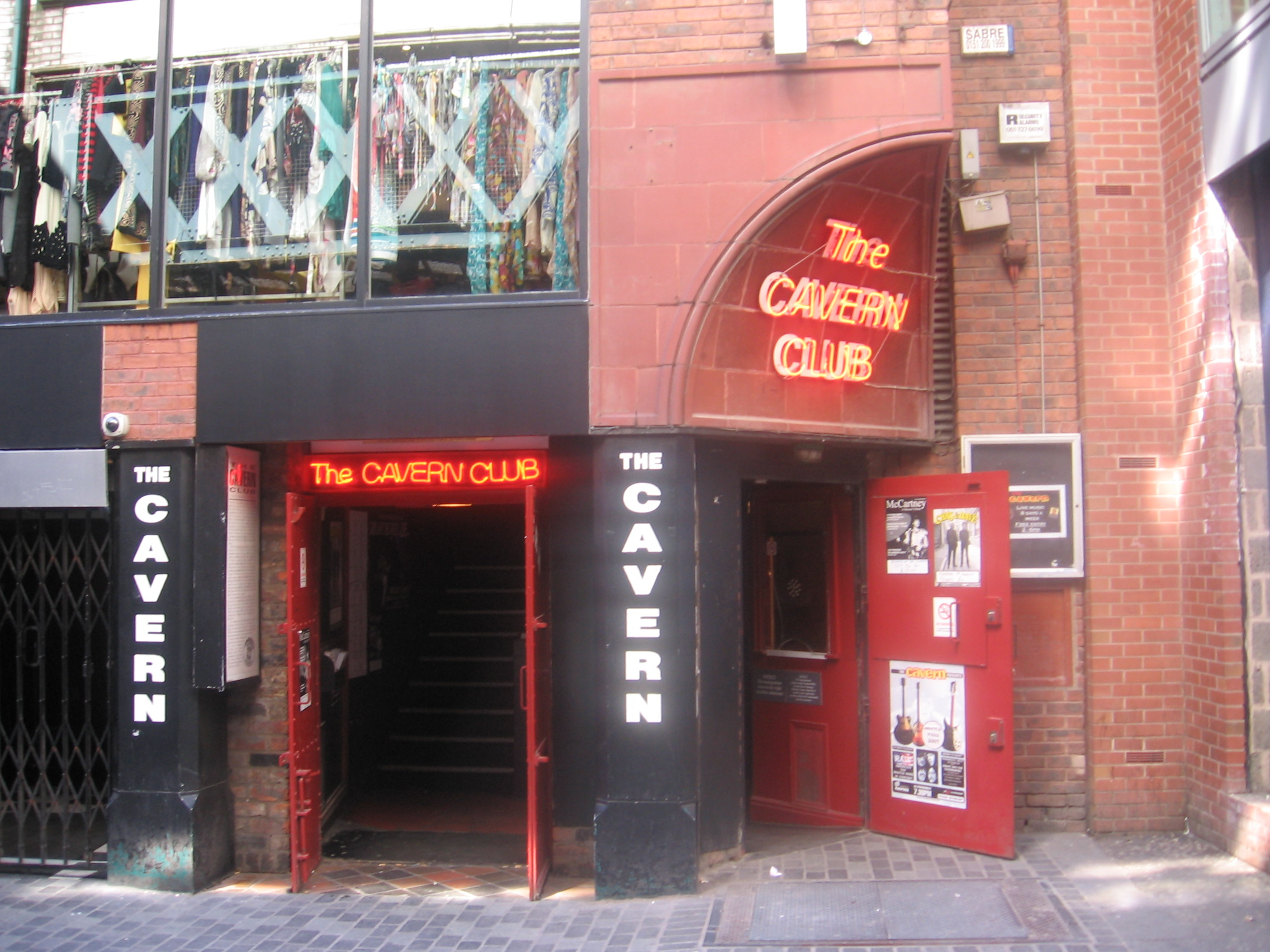
The Cavern Club, Liverpool, Inglaterra, em 2008: local onde os Beatles fizeram cerca de 292 apresentações e onde começaram a definir sua carreira

Depois que os Beatles completaram sua segunda residência em Hamburgo, eles desfrutaram da crescente popularidade em Liverpool com o crescente movimento merseybeat. No entanto, eles também estavam ficando cansados da monotonia de inúmeras aparições nos mesmos clubes noite após noite. Em novembro de 1961, durante uma das apresentações frequentes do grupo no The Cavern Club, eles encontraram Brian Epstein, dono de uma loja de discos e colunista de música local. Mais tarde, ele lembrou: "Gostei imediatamente do que ouvi. Eles eram novos, honestos e tinham o que eu pensava ser uma espécie de presença... [uma] qualidade de estrela".
Epstein cortejou a banda durante os próximos dois meses e eles o nomearam como gerente em janeiro de 1962. Durante o início e meados de 1962, Epstein procurou libertar os Beatles de suas obrigações contratuais com a Bert Kaempfert Productions. Ele finalmente negociou uma liberação com um mês de antecedência do contrato em troca de uma última sessão de gravação em Hamburgo. A tragédia os recebeu de volta à Alemanha em abril, quando Kirchherr, perturbada, os encontrou no aeroporto com notícias da morte de Sutcliffe no dia anterior, do que mais tarde foi determinado como uma hemorragia cerebral.
Epstein iniciou negociações com gravadoras para um contrato de gravação. Para garantir um contrato de gravação no Reino Unido, Epstein negociou o fim antecipado do contrato da banda com a Polydor, em troca de mais gravações apoiando Tony Sheridan. Após uma audição de Ano Novo, a Decca Records rejeitou a banda com o comentário: "Os grupos de guitarras estão em queda, Sr. Epstein". No entanto, três meses depois, o produtor George Martin conseguiu uma assinatura com o selo Parlophone da EMI para os Beatles.

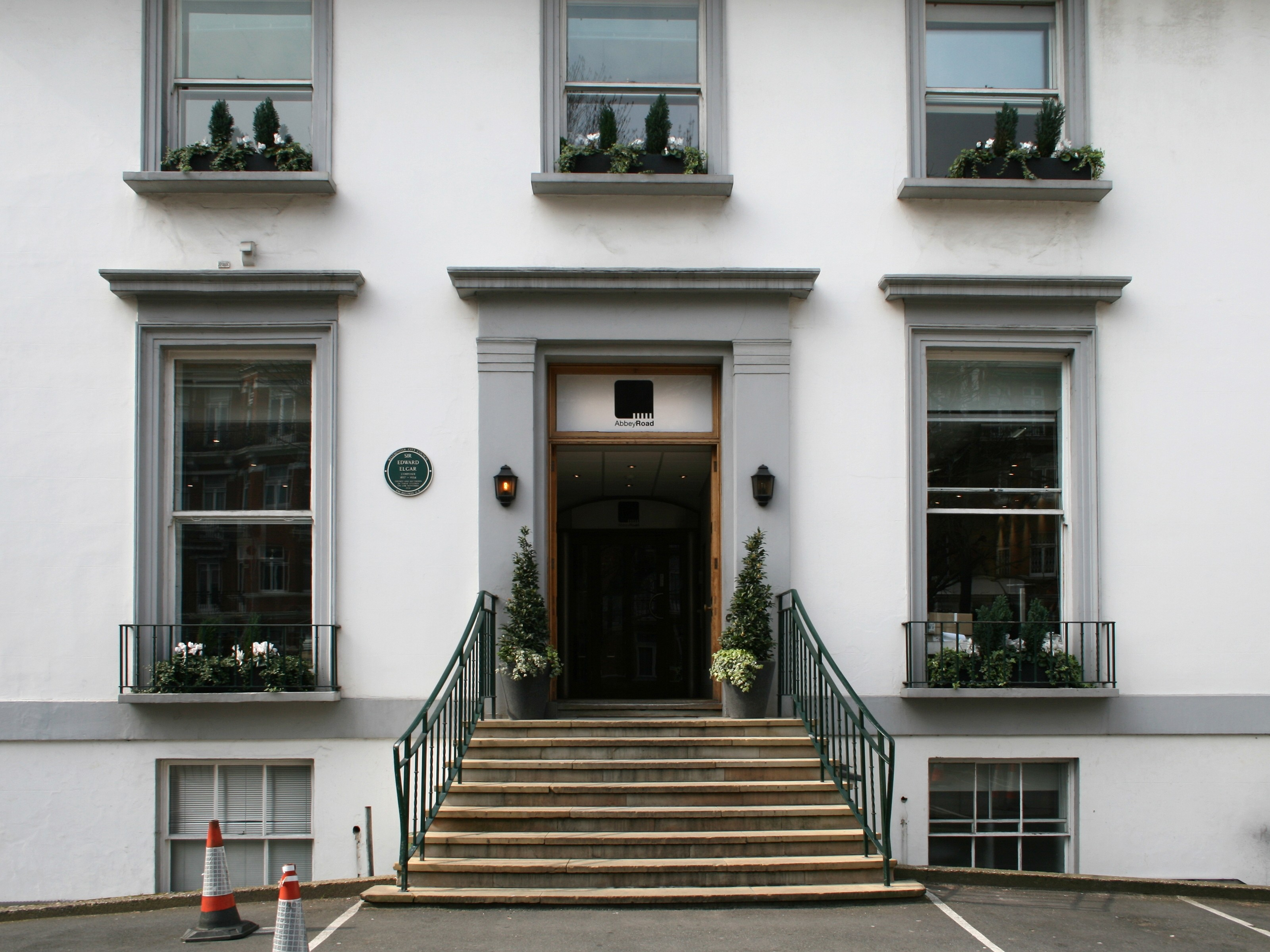
Entrada do prédio do estúdio de gravações Abbey Road Studios em 2007: local onde os Beatles gravaram durante toda sua carreira e onde mostraram pela primeira vez a George Martin o que sabiam fazer

A primeira sessão de gravação de Martin com os Beatles ocorreu no Abbey Road Studios da EMI, em Londres, em 6 de junho de 1962. Martin imediatamente reclamou com Epstein sobre a bateria fraca de Best e sugeriu que eles usassem um baterista de sessão em seu lugar. Já contemplando a demissão de Best, os Beatles o substituíram em meados de agosto por Ringo Starr, que deixou Rory Storm e os Hurricanes para se juntar a eles. Uma sessão de 4 de setembro na EMI produziu uma gravação de "Love Me Do" com Starr na bateria, mas um Martin insatisfeito contratou o baterista Andy White para a terceira sessão da banda uma semana depois, que produziu gravações de "Love Me Do", "Please Please Me" e "P.S. I Love You".
Martin selecionou inicialmente a versão Starr de "Love Me Do" para o primeiro single da banda, embora as repressões subsequentes incluíssem a versão de White, com Starr. Lançado no início de outubro, "Love Me Do" alcançou o número dezessete no ranking da Record Retailer. Sua estreia na televisão ocorreu no final do mês, com uma apresentação ao vivo no programa de notícias regional People and Places. Depois que Martin sugeriu a regravação de "Please Please Me" em um ritmo mais rápido, uma sessão de estúdio no final de novembro rendeu essa gravação, da qual Martin previu com precisão: "Você acabou de fazer seu primeiro número 1".
Em dezembro de 1962, os Beatles concluíram sua quinta e última residência em Hamburgo. Em 1963, eles haviam concordado que todos os quatro membros da banda contribuiriam com os vocais de seus álbuns - incluindo Starr, apesar de seu alcance vocal restrito, para validar sua posição no grupo. Lennon e McCartney haviam estabelecido uma parceria de composição e, à medida que o sucesso da banda crescia, sua colaboração dominante limitava as oportunidades de Harrison como vocalista principal. Epstein, para maximizar o potencial comercial dos Beatles, incentivou-os a adotar uma abordagem profissional. Lennon lembrou-o dizendo: "Olha, se você realmente quiser entrar nesses lugares maiores, terá que mudar - pare de comer no palco, pare de xingar, pare de fumar...". Lennon disse: "Costumávamos vestir o que gostávamos, dentro e fora do palco. Ele nos dizia que o jeans não era particularmente inteligente e que poderíamos usar calças adequadas, mas ele não queria que subitamente parássemos de ter nosso próprio senso de individualidade".

### 1963–1966: Beatlemania e anos de turnê

#### Please Please MeeWith The Beatles

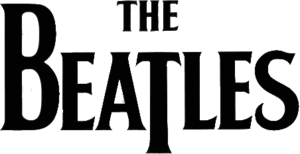
O logotipo da banda foi criado por Ivor Arbiter

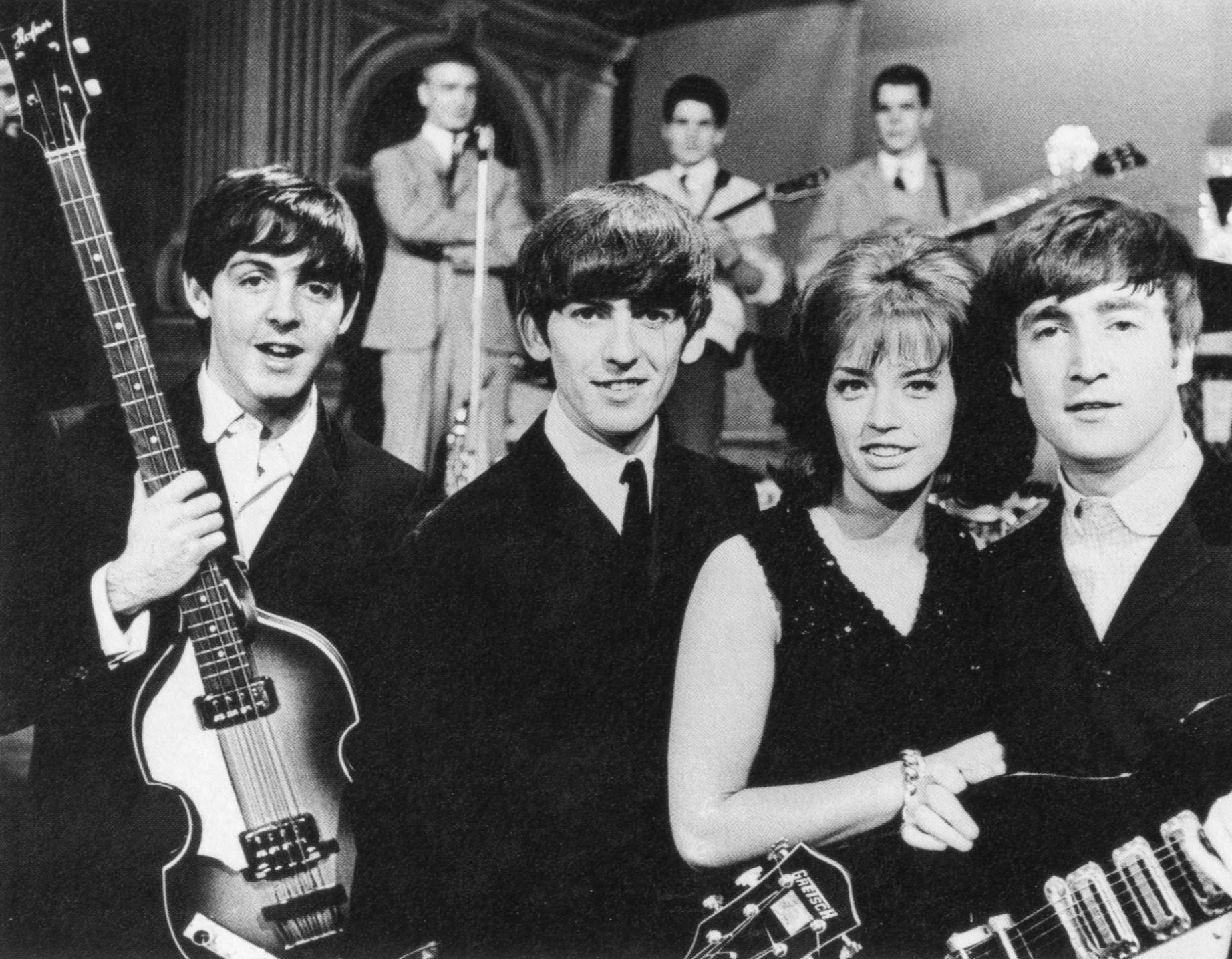
McCartney, Harrison, cantora pop sueca Lill-Babs e Lennon no set do programa sueco Drop-In, 30 de outubro de 1963

Em 11 de fevereiro de 1963, os Beatles gravaram dez canções durante uma única sessão de estúdio para seu primeiro álbum, Please Please Me. O álbum foi complementado pelas quatro faixas já lançadas em seus dois primeiros singles. Martin originalmente considerou gravar o LP de estreia dos Beatles ao vivo no The Cavern Club, mas depois de decidir que a acústica do prédio era inadequada, ele optou por simular um álbum "ao vivo" com produção mínima "em uma única sessão de maratona em Abbey Road". Após o sucesso moderado de "Love Me Do", o single "Please Please Me" teve uma recepção mais enfática. Lançada em janeiro de 1963, dois meses antes do álbum com o mesmo nome, a música alcançou o número um em todas as paradas do Reino Unido, exceto a Record Retailer, onde alcançou o número dois.
Lembrando como os Beatles "se apressaram para lançar um álbum de estreia, tocando Please Please Me em um dia", comenta Stephen Thomas Erlewine do AllMusic: "Décadas após seu lançamento, o álbum ainda soa fresco, precisamente por causa de suas origens intensas". Lennon disse que pouco pensamento entrou em composição na época; ele e McCartney estavam "apenas escrevendo canções para os Everly Brothers, à la Buddy Holly, canções pop que não pensavam nelas além disso - para criar um som. E as palavras eram quase irrelevantes".
Lançado em março de 1963, o álbum iniciou uma corrida durante a qual onze de seus doze álbuns de estúdio lançados no Reino Unido até 1970 alcançaram o topo das paradas. O terceiro single da banda, "From Me to You", foi lançado em abril e também foi um sucesso, iniciando uma sequência quase ininterrupta de dezessete singles britânicos dos Beatles no primeiro lugar, incluindo todos, exceto um dos dezoito que eles lançaram nos próximos seis anos. Emitido em agosto, o quarto single da banda, "She Loves You", alcançou as vendas mais rápidas do que qualquer outro álbum do Reino Unido até aquele momento, vendendo três quartos de milhão de cópias em menos de quatro semanas. Tornou-se o primeiro single a vender um milhão de cópias e continuou sendo o disco mais vendido no Reino Unido até 1978.
Seu sucesso comercial trouxe maior exposição à mídia, à qual os Beatles responderam com uma atitude irreverente e cômica que desafiava as expectativas dos músicos pop da época, inspirando ainda mais interesse. A banda fez uma turnê no Reino Unido três vezes no primeiro semestre do ano: uma turnê de quatro semanas que começou em fevereiro, a primeira em todo o país dos Beatles, antecedeu turnês de três semanas em março e maio a junho. À medida que sua popularidade se espalhava, uma frenética adulação do grupo se estabeleceu. Saudada com entusiasmo pelos fãs, a imprensa apelidou o fenômeno "beatlemania". Embora não tenham sido anunciados como líderes de turnê, os Beatles ofuscaram os artistas americanos Tommy Roe e Chris Montez durante os compromissos de fevereiro e assumiram a maior bilheteria "pela demanda do público", algo que nenhum ato britânico havia realizado anteriormente enquanto fazia turnê com artistas dos Estados Unidos. Uma situação semelhante surgiu durante sua turnê de maio a junho com Roy Orbison.
No final de outubro, os Beatles começaram uma turnê de cinco dias na Suécia, sua primeira vez no exterior desde o último compromisso de Hamburgo em dezembro de 1962. Em seu retorno ao Reino Unido em 31 de outubro, várias centenas de fãs gritando os receberam sob forte chuva no aeroporto de Heathrow. Cerca de 50 a 100 jornalistas e fotógrafos, além de representantes da BBC, também se juntaram à recepção do aeroporto, o primeiro de mais de 100 desses eventos. No dia seguinte, a banda começou sua quarta turnê pela Grã-Bretanha em nove meses, esta agendada para seis semanas. Em meados de novembro, quando a beatlemania se intensificou, a polícia recorreu ao uso de mangueiras de água de alta pressão para controlar a multidão antes de um concerto em Plymouth.
Please Please Me manteve a posição de topo na parada Record Retailer por 30 semanas, apenas para ser substituída pelo With the Beatles, que a EMI lançou em 22 de novembro para registrar pedidos antecipados de 270 mil cópias. O LP alcançou meio milhão de álbuns vendidos em uma semana. Gravado entre julho e outubro, o With the Beatles fez melhor uso das técnicas de produção de estúdio do que seu antecessor. Ele ocupou o primeiro lugar por 21 semanas, com uma vida útil de 40 semanas. Erlewine descreveu o LP como "uma sequência da mais alta ordem - uma que melhore o original".
Em uma reversão da prática padrão, a EMI lançou o álbum antes do iminente single "I Want to Hold Your Hand", com a música excluída para maximizar as vendas do single. O álbum chamou a atenção do crítico musical William Mann, do The Times, que sugeriu que Lennon e McCartney eram "os excelentes compositores ingleses de 1963". O jornal publicou uma série de artigos nos quais Mann ofereceu análises detalhadas da música, emprestando-lhe respeitabilidade. With the Beatles tornou-se o segundo álbum na história das paradas do Reino Unido a vender um milhão de cópias, um número anteriormente alcançado apenas pela South Pacific em 1958. Ao escrever as notas de capa do álbum, o assessor de imprensa da banda, Tony Barrow, usou o superlativo "quarteto fabuloso", que a mídia adotou amplamente como "os Fab Four".

#### Primeira visita aos Estados Unidos e Invasão Britânica

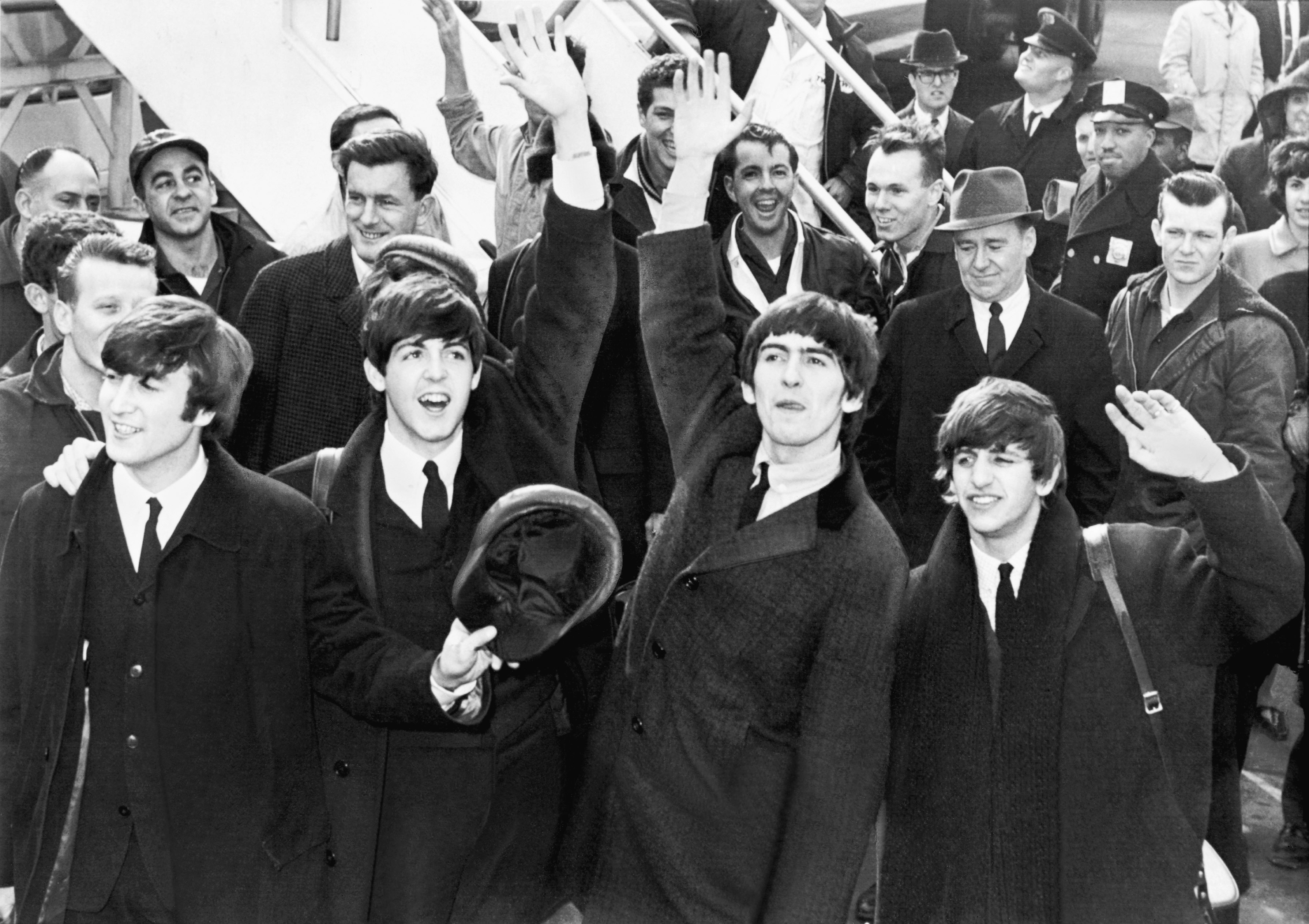
Os Beatles quando chegaram no Aeroporto JFK, em Nova Iorque, em 7 de fevereiro de 1964: essa primeira visita dos Beatles aos Estados Unidos é um dos momentos fundamentais da história da banda e, mais amplamente, do rock mundial

Em 7 de fevereiro de 1964, uma multidão de quatro mil fãs ingleses no Aeroporto Heathrow acenou para os "garotos de Liverpool", que partiam pela primeira vez aos Estados Unidos como um grupo. Estavam acompanhados por fotógrafos, jornalistas (incluindo Maureen Cleave, que realizou entrevistas com diversas personalidades famosas), e pelo produtor musical Phil Spector, que tinha se registrado no mesmo voo. Quando o voo 101 da PanAm tocou o solo do recém-nomeado Aeroporto JFK em Nova Iorque, às 13h20 da tarde do dia 7 de fevereiro de 1964, uma grande multidão de pessoas se aglomerou no local. Os Beatles foram saudados por cerca de três mil pessoas (estima-se que o aeroporto nunca tenha experimentado tal número). Após uma coletiva de imprensa, os Beatles partiram em limusines para Nova Iorque. No caminho, McCartney ouviu o seguinte comentário corrente numa rádio local: "Eles [The Beatles] acabaram de deixar o aeroporto e estão próximos a Nova Iorque…". Quando alcançaram o Plaza Hotel, foram recepcionados por diversos fãs – a maioria garotas – e repórteres. Harrison teve uma febre de 39 ℃ no dia seguinte e teve que permanecer em repouso, de modo que Neil Aspinall o substituiu no primeiro ensaio da banda para a aparição deles no The Ed Sullivan Show.
Os Beatles fizeram sua primeira aparição ao vivo na televisão americana no The Ed Sullivan Show, em 9 de fevereiro de 1964. Aproximadamente 74 milhões de telespectadores – cerca da metade da população americana – assistiu ao grupo tocar no programa. Na manhã seguinte, muitos jornais escreveram que os Beatles não eram nada mais do que uma "moda passageira",[g] e que não levariam sua música por todo o Atlântico. Em 11 de fevereiro de 1964, fizeram seu primeiro show ao vivo nos Estados Unidos, no Washington Coliseum, em Washington, D.C.

Durante a turnê americana de 1964, a banda foi confrontada com a segregação racial no país da época, particularmente no Sul. Quando informados de que o local de seu concerto, no Gator Bowl em Jacksonville, estaria segregado, os Beatles disseram que se recusariam a tocar ao menos que a audiência fosse integrada. Lennon afirmou:
"Nunca tocamos para audiências segregadas e não vamos começar agora... Prefiro perder o nosso dinheiro do espetáculo." 
Os funcionários da cidade cederam e permitiram um show integrado. O grupo também cancelou as suas reservas no Hotel George Washington, o qual era apenas para brancos, em Jacksonville. Para suas digressões posteriores nos Estados Unidos, em 1965 e 1966, os Beatles incluíram cláusulas nos contratos que estipulavam que os shows fossem integrados.

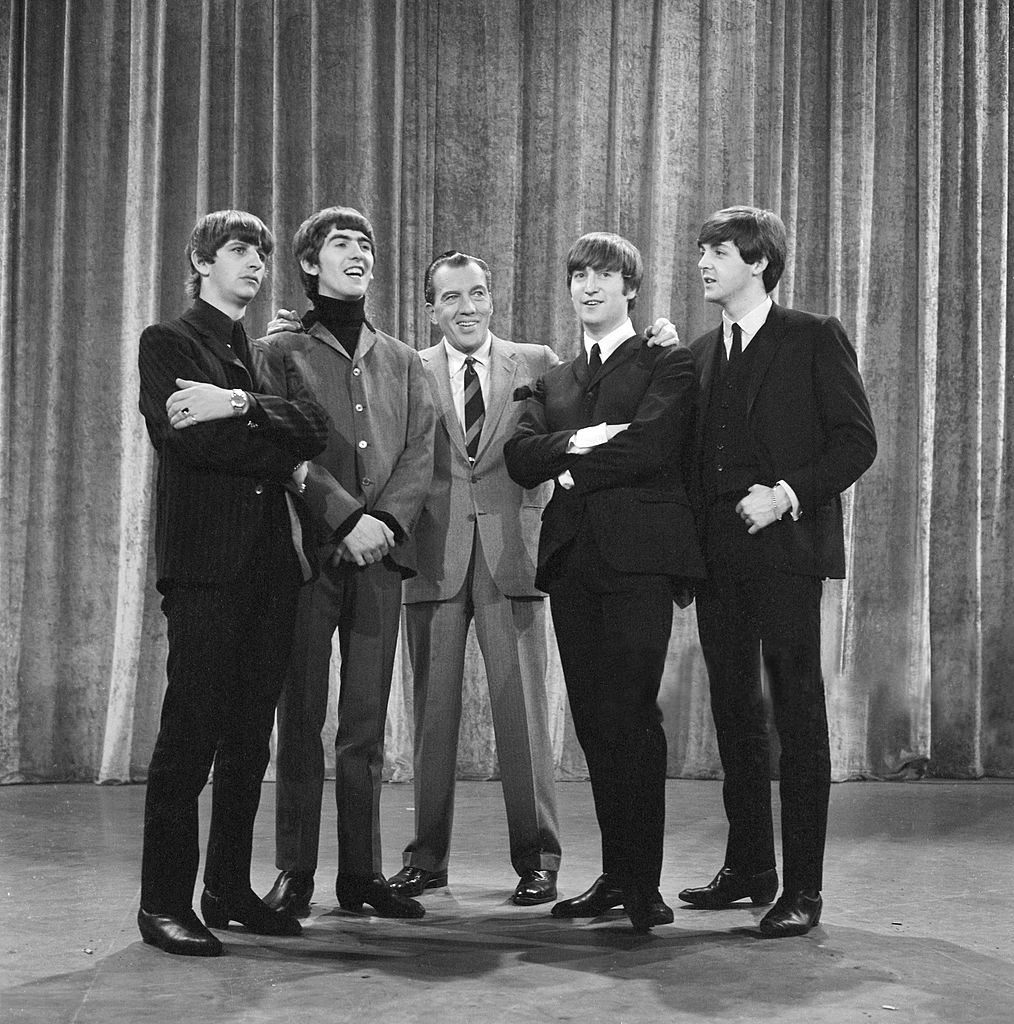
A banda com Ed Sullivan em 1964

Em meados de 1964 a banda, em todo seu auge, iniciou suas primeiras aparições fora da Europa e da América do Norte, viajando para a Austrália, Escandinávia e Holanda; Ringo foi vítima de uma faringite e, hospitalizado, não pode partir para o primeiro destino deles, o território australiano. Starr foi substituído temporariamente pelo baterista Jimmy Nicol, a convite de George Martin que, inclusive, estava lucrando juntamente com a banda desde o primeiro momento em que assinaram contrato na distante Liverpool. A estranha reação do público diante de uma figura diferente assumindo a bateria durou pouco, pois Ringo regressou e eles partiram para a Nova Zelândia em 21 de junho de 1964.

#### A Hard Day's NightaRubber Soul

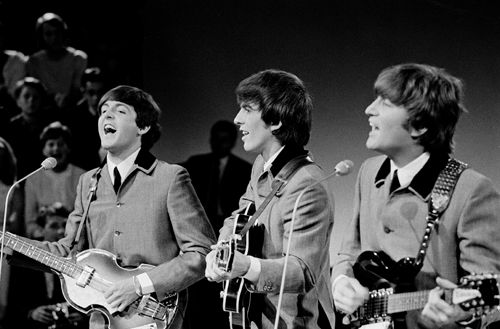
McCartney, Harrison e Lennon se apresentando na TV holandesa em 1964

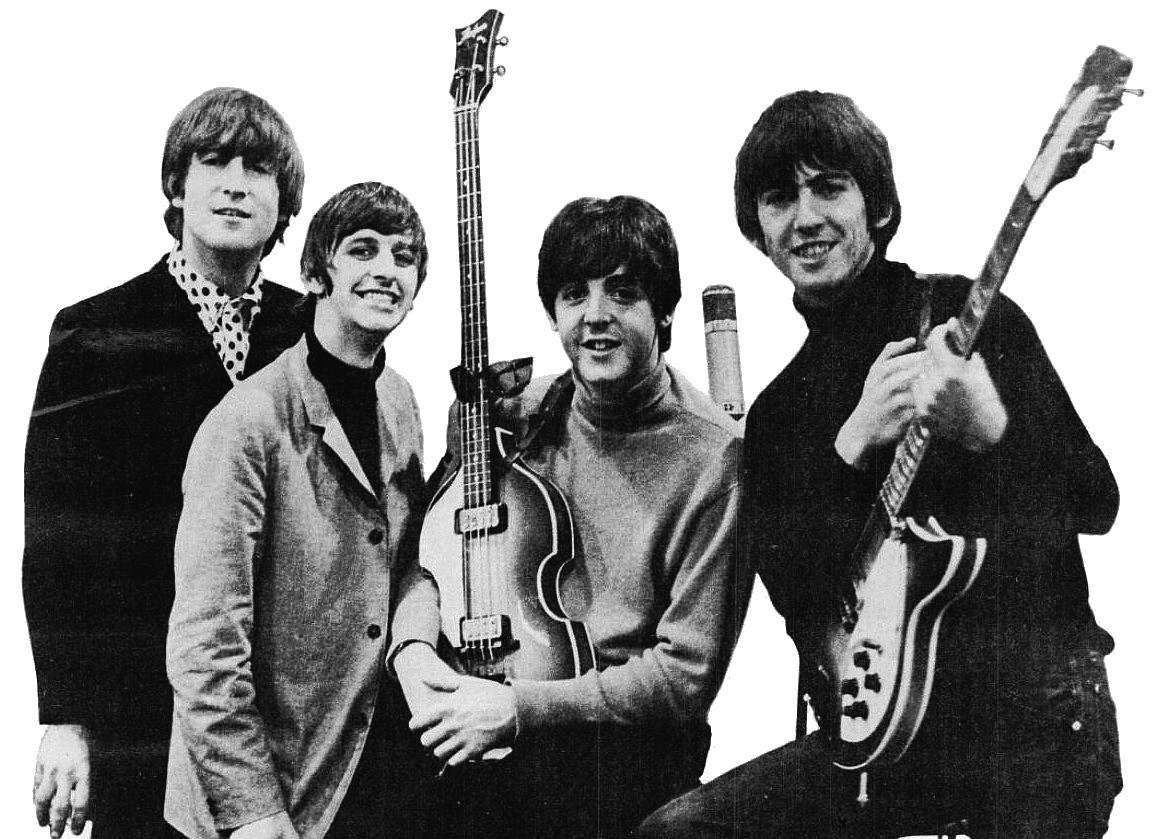
Os Beatles em 1965, celebrando um prêmio Grammy

Em 6 de junho de 1964, o filme que se tornaria um clássico cult, sendo considerado por alguns como o grande precursor da ideia dos vídeos musicais – A Hard Day's Night (Os Reis do Iê, Iê, Iê no Brasil) – foi lançado no Reino Unido, sendo o primeiro a estrelar a banda. Dirigido por Richard Lester, o filme é sobre os quatro membros que tentam, em território londrino, tocar em um programa de televisão. Lançado no auge da beatlemania, inclusive focando-a na maior parte das cenas, embora sem transformá-las em um documentário, o filme foi bem recebido pela crítica e continua a ser um dos mais influentes no que se diz respeito à música. Em paralelo, o álbum A Hard Day's Night, lançado no mesmo ano, foi o primeiro do grupo a trazer só composições de Lennon/McCartney e serviu como trilha sonora para o filme. Em novembro, lançaram o compacto "I Feel Fine" e no mês seguinte o grupo lançou seu quarto álbum: Beatles for Sale.
Em junho de 1965, Sua Majestade Elizabeth II do Reino Unido condecorou os Beatles como Membros da Ordem do Império Britânico, sendo nomeados pelo primeiro-ministro Harold Wilson, que também havia sido deputado em Huyton, Liverpool.
Em julho do mesmo ano, o segundo filme estrelando os Beatles, Help!, foi lançado. O filme acompanhou o lançamento do álbum homônimo, que serviu como trilha sonora. Em 15 de agosto de 1965, os Beatles fizeram o primeiro show da história do rock and roll num estádio aberto, ao se apresentarem no estádio de beisebol Shea Stadium, Nova Iorque, para uma multidão formada por 55 600 pessoas. O sexto álbum da banda, Rubber Soul, lançado no começo de dezembro de 1965, foi recepcionado como um grande salto do grupo para a complexidade e maturidade em sua estrutura musical.

#### Mudanças e controvérsias

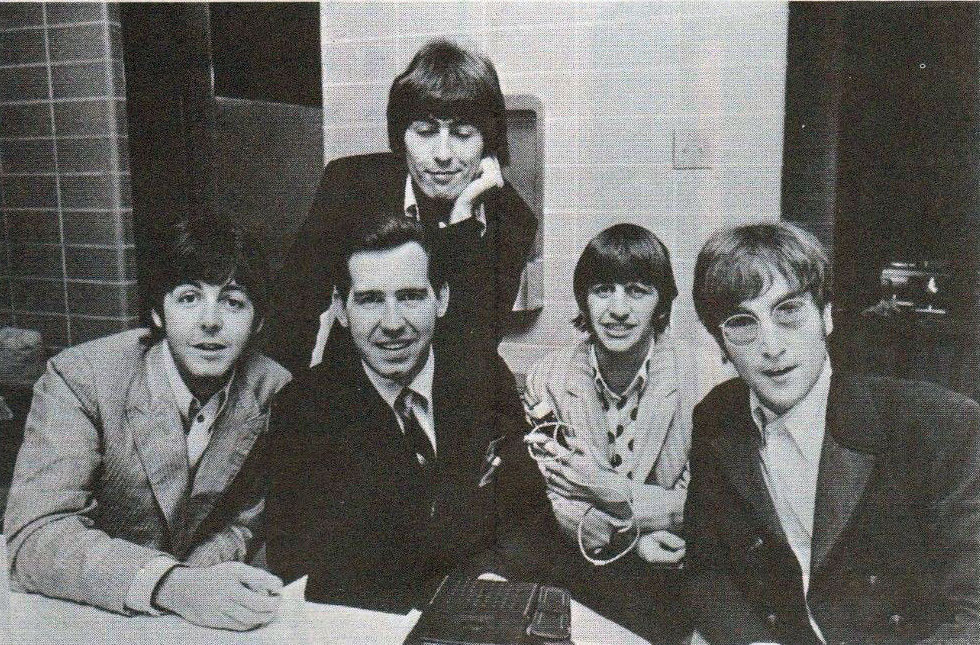
A banda com Jim Staggs em 1966

Nos três primeiros meses de 1966 a banda tirou férias, após desistirem da ideia de lançar um novo filme em cima de A Talent For Loving, cujo roteiro seria de Richard Condon. Nesses meses, tiveram encontros em festas com os músicos Mick Jagger e Brian Jones dos Rolling Stones, e compareceram na estreia do filme Alfie, cuja estrela era Jane Asher, namorada, na época, de Paul. John e Ringo não compareceram ao casamento de George em 21 de janeiro porque viajavam para fins de semana no Caribe e na Suíça; George e a modelo Patricia Anne Boyd embarcaram para uma lua de mel em Barbados, nas Bahamas. Enquanto isso, os Beatles obtiveram naquele ano dez indicações ao Grammy e, embora existissem restrições do regime político na Polônia, as canções da banda começavam a ingressar intensamente nas rádios daquele país. Em março, os Beatles foram convidados a uma entrevista com a jornalista Maureen Cleave, do jornal britânico London Evening Standard. Nesta entrevista, John declarou com tom crítico a seguinte frase: "O cristianismo vai acabar. Vai se dissipar e depois sucumbir. Nem preciso discutir isso. Estou certo, e o tempo vai provar. Atualmente somos mais populares que Jesus". A declaração não causou nenhuma polêmica na Inglaterra. Depois, a banda posou para uma sessão com o fotógrafo Bob Whitaker, que produziu fotos com matizes surrealistas. Uma dessas fotografias foi utilizada na capa do próximo álbum Yesterday and Today, que ficou cinco semanas em primeiro lugar vendendo um milhão e meio de discos e só editado nos Estados Unidos, onde o quarteto está vestido com jalecos brancos e segura bonecas despedaçadas junto a pedaços de carne. O disco, referido frequentemente como "a capa do açougue" gerou polêmica nos Estados Unidos: algumas pessoas atribuíram à foto uma mensagem cifrada ou algo contra a Guerra do Vietnã, outros acharam que era uma crítica ao desmembramento dos álbuns originais dos Beatles na América. A Capitol recolheu os discos e substituiu as capas prensadas. Após estes problemas com a "capa do açougue", o grupo iniciou sua turnê mundial de 1966 por cinco países, entre eles Alemanha, Japão, Filipinas, Estados Unidos e Canadá.[i]

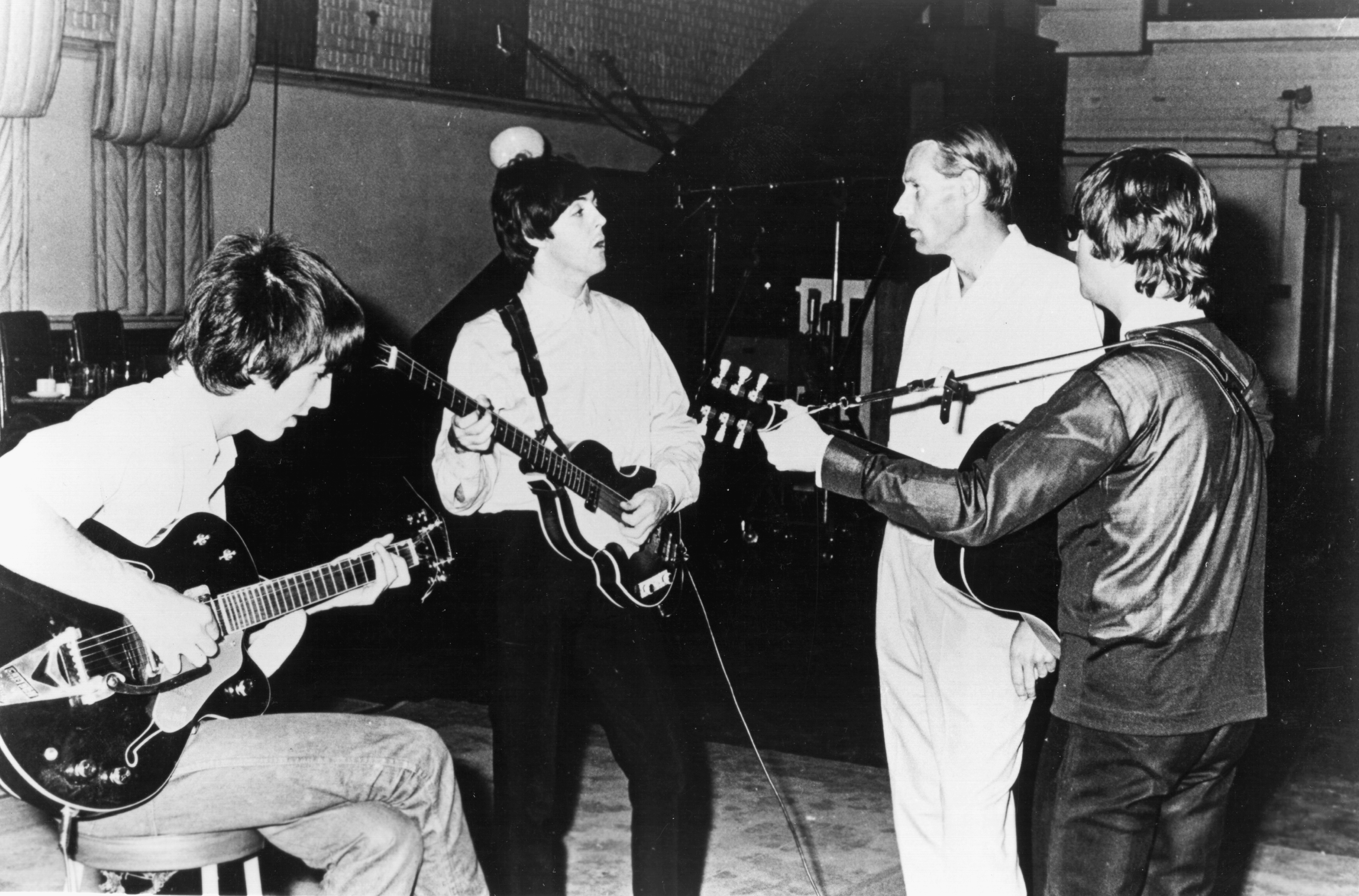
John Lennon, Paul McCartney, George Harrison e o produtor George Martin em 1966

Embora as Filipinas estivessem sob a ditadura de Ferdinando Marcos, na capital Manilha os Beatles foram recepcionados por cinquenta mil fãs que se aglomeraram no aeroporto. A polícia filipina os separaram de Epstein e apreendeu sua bagagem, que continha maconha: isto provocou problemas com as autoridades locais. Epstein controlou a situação e, no dia seguinte, deram dois concertos no estádio superlotado Rizal Memorial Football Stadium. Após as apresentações, a primeira-dama Imelda Marcos organizou uma recepção no palácio presidencial para trezentos filhos de oficiais da alta patente do exército daquele país e gostaria de apresentá-los ao grupo. O não comparecimento à recepção promoveu consequências inesquecíveis. No dia seguinte, jornais filipinos traziam manchetes com expressões do tipo "Imelda plantada" (The Manila Times), destacando que os Beatles haviam esnobado a primeira-dama. Por causa desses acontecimentos, Epstein tentou esclarecer o mal-entendido numa coletiva, mas a transmissão sofreu interrupções técnicas. Starr lembraria anos mais tarde que o tratamento dos empregados no hotel tornaram-se mais frios depois do ocorrido e que havia ameaças de bombardeios onde os Beatles estavam hospedados. O grupo foi abordado pelo responsável do Escritório de Rendas Internas que disse que os Beatles não deixariam o país até pagarem os impostos que não haviam dado desde a chegada; Epstein pagou dezoito mil dólares. Os quatro membros fizeram a pé a caminhada até o avião e aproximadamente trezentos pessoas aguardavam a banda no aeroporto; na despedida, foram cuspidos, empurrados e agredidos; a renda que conseguiram nos dois concertos foi confiscada; após quarenta minutos de confusão, decolaram.
A revista DateBook divulgava a entrevista que Lennon concedeu a Cleave destacando a frase "somos mais populares que Jesus". Fundamentalistas cristãos se indignaram com a frase de Lennon e protestaram. Uma rádio em Birmingham, Alabama, organizou um boicote a execução das canções dos Beatles, e um ato em que os discos da banda foram queimados publicamente em uma fogueira. Rapidamente diversas estações de rádio americanas recusavam-se a tocar canções dos Beatles em suas programações e, na África do Sul, houve o banimento de canções do grupo em suas estações de rádio por cinco anos. Houve inclusive a manifestação do Papa Paulo VI e do governo fascista de Francisco Franco, da Espanha, que criticaram a postura de Lennon. John depois pediu desculpas publicamente pela afirmação e foi perdoado pelo papa Bento XVI em 2008.
Mais maduros, musical e pessoalmente, os Beatles dedicaram-se à gravação do álbum psicodélico Revolver, em que, em cada gravador – num total cinco equipamentos pesados que haviam sido levados ao estúdio 3 da Abbey Road Studios – um técnico operava e o outro segurava com um lápis a extremidade de laço feito pelas pontas das fitas emendadas; o resultado foi uma mistura de rock psicodélico, balada, R&B, soul e world music. Os Beatles haviam realizado seu último concerto pago no Monster Park, São Francisco, em 29 de agosto de 1966.

### 1966–1970: Anos de estúdio

#### Sgt. Pepper's Lonely Hearts Club BandeMagical Mystery Tour
Menos de sete meses após o Revolver, os Beatles voltaram aos estúdios da Abbey Road em 24 de novembro para começar a produzir seu oitavo e mais aclamado álbum, Sgt. Pepper's Lonely Hearts Club Band, que foi lançado em 1 de junho de 1967. O álbum os popularizou ainda mais. Segundo a descrição de um crítico do The Times, "foi um momento decisivo na história da civilização ocidental". Dois dias depois do lançamento do disco, em 3 de junho de 1967, Jimi Hendrix já tocava a faixa-título em seus concertos, o que deixou McCartney particularmente emocionado. Além de ter sido o primeiro álbum de rock a ganhar os Grammys de "melhor álbum do ano", "melhor álbum contemporâneo", "melhor capa" e "melhor engenharia de som", o Sgt. Pepper's (como é comumente tratado), quando colocado no mercado, bateu todos os recordes de venda: vendeu um quarto de milhão de exemplares na Grã-Bretanha (somente na primeira semana), permaneceu durante quase meio ano consecutivo no primeiro lugar do topo de vendas – um feito praticamente impensável hoje em dia – e é tido como vanguardista, tanto pela música quanto pela originalidade da capa que, inclusive, inspirou artistas do mundo inteiro.
McCartney é tido como o responsável pela ideia da capa. Ele havia esboçado um desenho em que uma multidão assistia à banda Sgt. Pepper e recebia do prefeito uma copa ou troféu. Robert Frazer, comerciante de arte e conhecido do grupo, levou Paul a conhecer Peter Blake, um dos artistas pioneiros e fundadores da Pop Art; Blake desenhou toda a capa, adicionando pessoas influentes de todo o mundo – escolhidas por Lennon, Harrison, Starr e, claro, Paul – caracterizadas como bonecos de papelão, sem contar os bonecos de cera dos Beatles.
Outro feito que popularizou o grupo – que caminhava rumo ao seu final – surgiu em um segmento no programa Our World, o primeiro programa do mundo ao vivo a transmitir, via satélite, imagens para o mundo inteiro. Os Beatles foram transmitidos diretamente do Abbey Road Studios e a nova canção, "All You Need Is Love", escrita por Lennon, foi gravada ao vivo durante a apresentação, embora eles tivessem preparado antecipadamente – num período de cinco dias – as gravações e a mixagem antes da transmissão. A canção trazia uma mensagem de paz nos tempos da Guerra do Vietnã.
Em novembro e dezembro de 1966, e até janeiro de 1967, os Beatles gravaram dois compactos durante as sessões do Sgt. Pepper: "Strawberry Fields Forever" e "Penny Lane", mas elas acabaram não entrando no álbum. A "Strawberry…", escrita por Lennon, – embora creditada à Lennon/McCartney – diz respeito a um orfanato patrocinado pelo Exército de Salvação Inglês, chamado "Strawberry Field Children's home", que se localizava perto da casa de John em Woolton, Liverpool, número 25 da Avenida Beaconsfield, e onde ele pulava o muro e brincava durante a infância no espaço arborizado, com os amigos Pete Shotton, Nigel Whalley, e Ivan Vaughan.
Tecnicamente, a estrutura desta canção é escrita com uma chave de Si bemol maior. Ela começa com uma introdução de mellotron – escrita e desempenhada por McCartney – e depois continua no refrão. Depois de um curto silêncio dos instrumentos, a canção volta para "tenebrosos" sons distintos com notas dissonantes, espalhadas com a bateria, e depois Lennon diz: "cranberry sauce", ou seja, doce de oxicoco. Nessa mesma canção, John diz: "Eu enterrei Paul" e a canção foi incluída na lista de itens que reúnem fatos onde os Beatles queriam mostrar que Paul estava morto e que outro cantor o substituía. A recepção da canção foi satisfatória: atingiu o oitavo lugar nas paradas musicais dos Estados Unidos, onde numerosos críticos a consideraram a melhor canção do grupo e, em 2004, foi posta em 74ª na lista dos "500 Maiores Sons de Todos os Tempos", da Rolling Stone americana.
Em contraste com "Strawberry…", em que Lennon inspirou-se em recordações do passado, "Penny Lane", escrita por Paul – embora igualmente creditada à Lennon/McCartney –, que traz melodia e ritmo menos "tenebrosos" que a anterior, também faz menção à recordações de McCartney: o cruzamento de cinco ruas formando uma rótula de trânsito – roundabout, como dizem os ingleses – em Liverpool, chamado "Penny Lane Roundabout", é uma área, hoje muito famosa por causa da canção, onde John e George nasceram perto e, consecutivamente, a qual os Beatles frequentavam muito. A primeira mulher de John, Cynthia Lennon, tinha um apartamento em Penny Lane e trabalhava na loja Woolworth, a uma quadra dali. Durante muito tempo, quase diariamente, a prefeitura local precisava trocar as placas da rua, pois, por virar ponto turístico, os fãs da banda a retiravam e levavam consigo ou, em outros casos, rabiscavam; agora as placas de Penny Lane foram abolidas e o nome passou a ser pintado diretamente nas paredes dos prédios da rua.
Em 24 de agosto de 1967, os Beatles encontraram-se com o Maharishi Mahesh Yogi no Hotel Hilton de Londres. Poucos dias depois, foram para Bangor, norte do País de Gales, para assistirem uma conferência "inicial" de fim de semana. Lá, o guru deu a cada um deles um mantra. Embora estivessem em Bangor, os Beatles receberam a notícia que Brian Epstein, o empresário da banda, aquele cujo nome foi muito responsável pelo sucesso do grupo, estava morto, aos 32 anos, em decorrência de, segundo o laudo, "morte acidental por overdose de Carbitol", medicamento para insônia. Em finais de 1967, receberam sua grande primeira crítica da imprensa britânica, crítica esta que era um conjunto de opiniões depreciativas sobre o filme de televisão psicodélico Magical Mystery Tour.

#### White Album eYellow Submarine

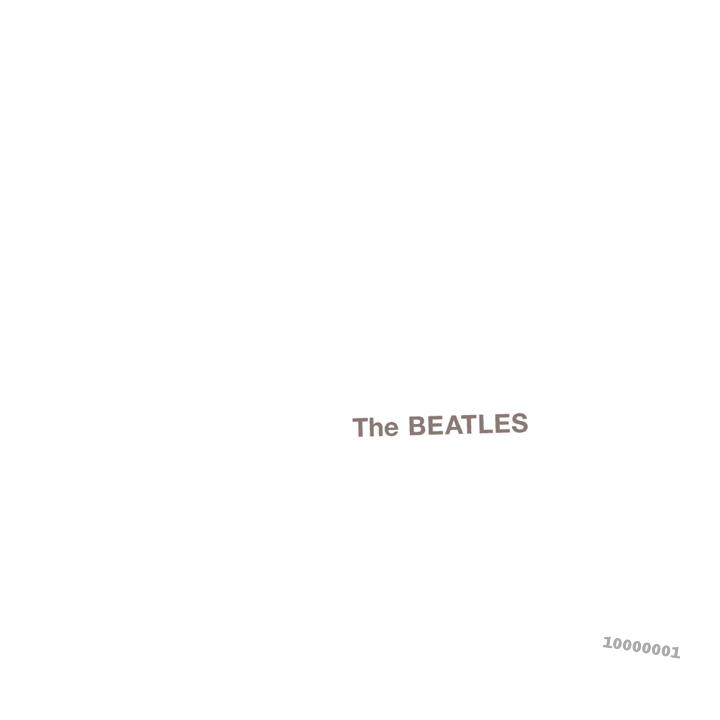
Capa do álbum The Beatles, também conhecido como White Album ou Álbum Branco, lançado em 1968. Neste mesmo ano a banda teve seu principal retiro com o guru Maharishi Mahesh Yogi, na Índia

Os quatro músicos passaram os primeiros meses de 1968 em Rishikesh, Uttar Pradesh, na Índia, estudando meditação transcendental com o Maharishi Mahesh Yogi. O ashram de Mahesh Yogi inspirou a criatividade do quarteto e em virtude de sua estadia nele, produziram algumas canções com referências à espiritualidade que a Índia tanto afirmava; canções estas que podem ser encontradas no White Album e em Abbey Road e até mesmo no álbum de 1967, Magical Mystery Tour, com a música "The Fool on the Hill". Estas composições são creditadas a Lennon, McCartney e Harrison. Regressando, John Lennon e Paul foram para Nova Iorque anunciar a formação da Apple Records, uma corporação multimédia fundada em janeiro de 1968 pela banda com o intuito de substituir a sua empresa anterior (Beatles Ltd.), e de modo a formar um conglomerado.
Em meados de 1968 a banda manteve-se ocupada no processo de gravação do álbum duplo The Beatles, conhecido popularmente como "Álbum Branco" por conta da capa ter cobertura branca. Essas sessões foram o cenário de desentendimentos entre os integrantes, com Starr deixando temporariamente a banda. Sem Starr, Paul assumiu a bateria e instrumentos de percussão nas faixas "Martha My Dear", "Wild Honey Pie", "Dear Prudence" e "Back in the U.S.S.R.". As dissensões tiveram diversos motivos, sempre muito debatidos: a excessiva presença da nova namorada de Lennon, Yoko Ono, nas gravações; a arrogância de McCartney, que passava a querer ser o líder do grupo; ficou ainda mais difícil o grupo aceitar novas canções de Harrison para serem incluídas em seus álbuns.
Com a morte de Epstein, o grupo necessitava de um novo empresário: em relação ao lado empresarial, Lennon, Harrison e Starr queriam o gerente nova-iorquino Allen Klein para gerir os Beatles, mas McCartney queria o empresário Lee Eastman. Em 1971, descobriu-se que Klein, que havia sido nomeado gestor, roubou cinco milhões de libras esterlinas das explorações dos Beatles.

#### Abbey Road,Let It Bee separação
Embora Let It Be tenha sido o lançamento final do álbum dos Beatles, foi gravado em grande parte antes de Abbey Road. O ímpeto do projeto veio de uma ideia que Martin atribui a McCartney, que sugeriu que "gravassem um álbum de material novo e o ensaiassem, depois o apresentassem para uma platéia ao vivo pela primeira vez - gravada e em filme". Originalmente, pretendia que um programa de televisão de uma hora se chamasse Beatles at Work, caso grande parte do conteúdo do álbum fosse proveniente de trabalhos de estúdio a partir de janeiro de 1969, muitas horas das quais foram capturadas em filme pelo diretor Michael Lindsay-Hogg. Martin disse que o projeto "não foi de todo uma experiência de gravação feliz. Era um momento em que as relações entre os Beatles estavam em seu ponto mais baixo". Lennon descreveu as sessões em grande parte improvisadas como "o inferno ... o mais miserável ... na Terra" e Harrison como "o ponto mais baixo de todos os tempos". Irritado com McCartney e Lennon, Harrison saiu por cinco dias. Ao retornar, ele ameaçou deixar a banda, a menos que eles "abandonassem todas as conversas sobre apresentações ao vivo" e se concentrassem em terminar um novo álbum, inicialmente intitulado Get Back, usando canções gravadas para o especial de TV. Ele também exigiu que parassem de trabalhar no Twickenham Film Studios, onde as sessões haviam começado, e se mudassem para o recém-terminado Apple Studio. Seus colegas de banda concordaram e foi decidido salvar as filmagens para a produção na TV para uso em um longa-metragem.

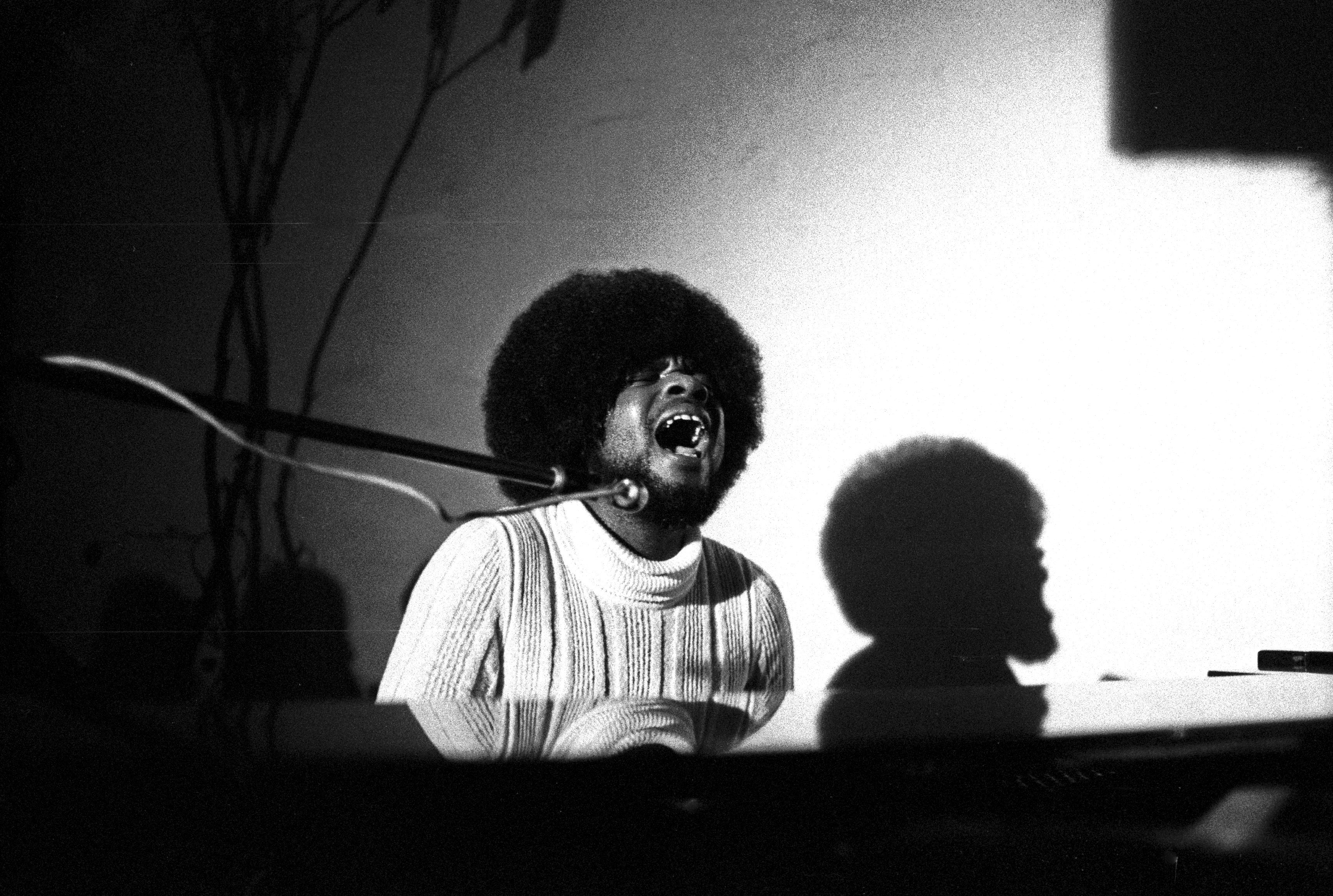
O músico de soul americano Billy Preston (foto em 1971) foi, por um curto período, considerado o quinto Beatle durante a gravação de Get Back

Para aliviar as tensões dentro da banda e melhorar a qualidade do som ao vivo, Harrison convidou o tecladista Billy Preston para participar dos últimos nove dias de sessões. Preston recebeu faturamento de gravadora no single "Get Back" - o único músico a receber esse reconhecimento em um lançamento oficial dos Beatles. Após os ensaios, a banda não conseguiu um local para filmar um concerto, rejeitando várias ideias, incluindo um barco no mar, um asilo lunático, o deserto da Tunísia e o Coliseu. Por fim, aquela que seria sua apresentação final ao vivo foi filmada no telhado do prédio da Apple Corps em 3 Savile Row, Londres, em 30 de janeiro de 1969. Cinco semanas depois, o engenheiro Glyn Johns, a quem Lewisohn descreve como o "produtor não creditado" de Get Back, começou a trabalhar na montagem de um álbum, com "liberdade", pois a banda "praticamente lavou as mãos de todo o projeto".
Novas tensões surgiram entre os membros da banda em relação à nomeação de um consultor financeiro, cuja necessidade se tornara evidente sem Epstein para administrar os negócios. Lennon, Harrison e Starr eram a favor de Allen Klein, que gerenciava os The Rolling Stones e Sam Cooke; McCartney queria Lee e John Eastman - pai e irmão, respectivamente, de Linda Eastman, com quem McCartney se casou em 12 de março. Como não foi possível chegar a um acordo, Klein e os Eastmans foram nomeados temporariamente: Klein como gerente de negócios dos Beatles e os Eastmans como advogados. Mais conflitos se seguiram, no entanto, e as oportunidades financeiras foram perdidas. Em 8 de maio, Klein foi nomeado gerente único da banda e os Eastmans foram demitidos como advogados dos Beatles. McCartney se recusou a assinar o contrato de gestão com Klein, mas foi derrotado pelos outros Beatles.

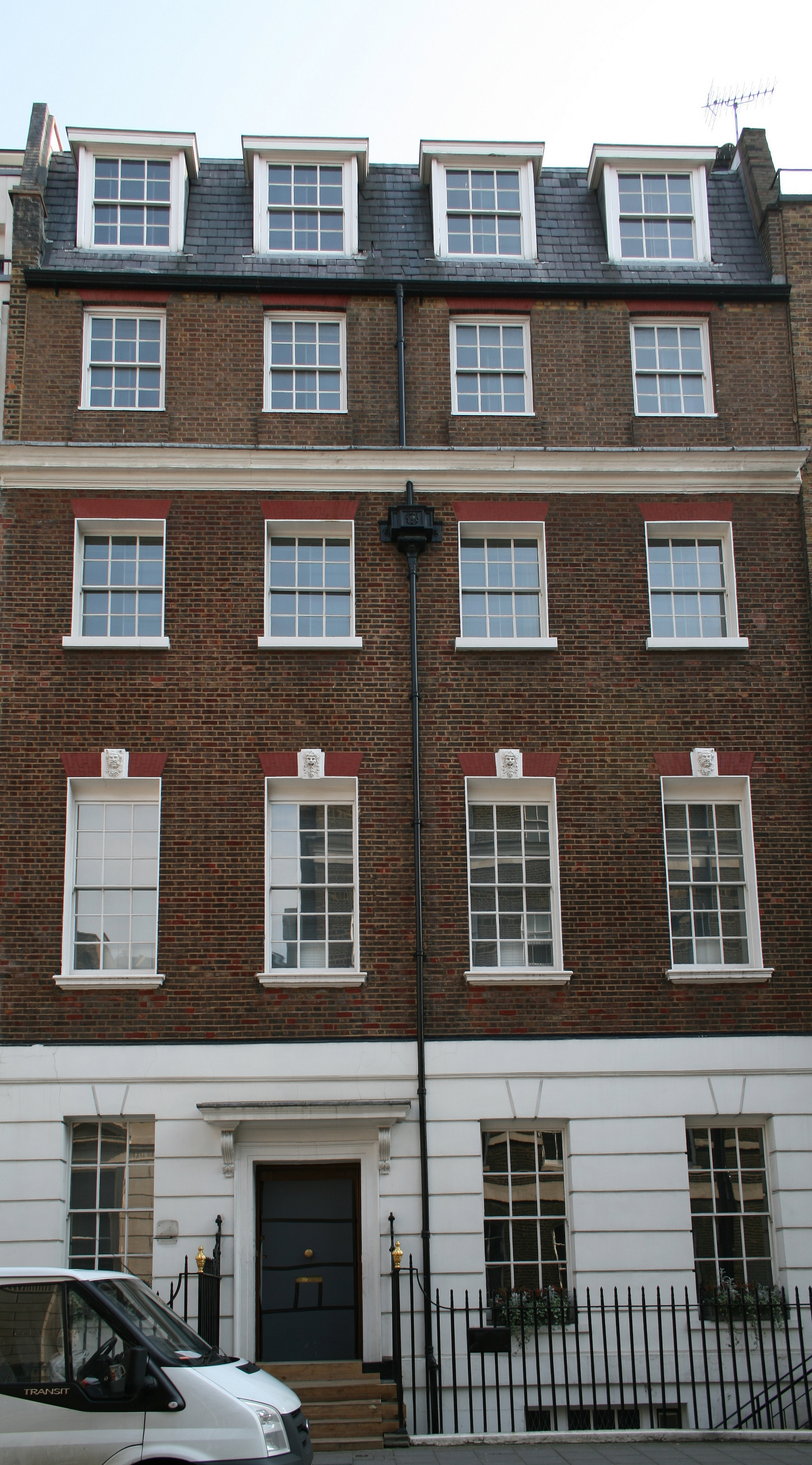
Prédio da Apple Corps em 3 Savile Row, local do Rooftop Concert

Martin afirmou que ficou surpreso quando McCartney pediu que ele produzisse outro álbum, pois as sessões de Get Back haviam sido "uma experiência miserável" e ele "pensava que era o fim do caminho para todos nós". As principais sessões de gravação para Abbey Road começaram em 2 de julho. Lennon, que rejeitou o formato proposto por Martin de uma "peça musical em movimento contínuo", queria que as canções dele e de McCartney ocupassem lados separados do álbum. O formato final, com canções compostas individualmente no primeiro lado e o segundo consistindo basicamente de um medley, foi o compromisso sugerido por McCartney. Emerick observou que a substituição do console de mixagem de válvulas do estúdio por um transistorizado produziu um som menos instável, deixando o grupo frustrado com o tom mais fino e a falta de impacto e contribuindo para a sensação "mais gentil" em relação aos álbuns anteriores.
Em 4 de julho, foi lançado o primeiro single solo de um Beatle: "Give Peace a Chance", de Lennon, creditado à Plastic Ono Band. A conclusão e mixagem de "I Want You (She's So Heavy)" em 20 de agosto foi a última ocasião em que todos os quatro Beatles estiveram juntos no mesmo estúdio. Em 8 de setembro, enquanto Starr estava no hospital, os outros membros da banda se reuniram para discutir a gravação de um novo álbum. Eles consideraram uma abordagem diferente da composição finalizando a parceria Lennon e McCartney e tendo quatro composições de Lennon, McCartney e Harrison, com duas de Starr e um single principal no Natal. Em 20 de setembro, Lennon anunciou sua saída para o resto do grupo, mas concordou em reter um anúncio público para evitar prejudicar as vendas do próximo álbum.
Lançado em 26 de setembro, Abbey Road vendeu quatro milhões de cópias em três meses e liderou as paradas do Reino Unido por um total de dezessete semanas. Sua segunda faixa, a balada "Something", foi lançada como single - a única composição de Harrison que apareceu como um dos Beatles do lado A. Abbey Road recebeu críticas mistas, embora o medley tenha recebido elogios em geral. Unterberger considera "uma canção apropriada para o grupo", contendo "algumas das maiores harmonias a serem ouvidas em qualquer disco de rock". O musicólogo e autor Ian MacDonald chama o álbum de "errático e muitas vezes vazio", apesar da "aparência de unidade e coerência" oferecida pelo medley. Martin o destacou como seu álbum favorito dos Beatles; Lennon disse que era "competente", mas "não tinha vida".
Para o ainda inacabado álbum Get Back, uma última música, "I Me Mine", de Harrison, foi gravada em 3 de janeiro de 1970. Lennon, na Dinamarca na época, não participou. Em março, rejeitando o trabalho que Johns havia feito no projeto, agora intitulado Let It Be, Klein entregou as fitas da sessão ao produtor americano Phil Spector, que havia produzido recentemente o single solo de Lennon, "Instant Karma!". Além de remixar o material, Spector editou, emendou e dobrou várias das gravações que haviam sido consideradas "ao vivo". McCartney estava descontente com a abordagem do produtor e particularmente insatisfeito com a orquestração luxuosa de "The Long and Winding Road", que envolveu um coro de quatorze vozes e um conjunto instrumental de 36 peças. As exigências de McCartney de que as alterações na música fossem revertidas foram ignoradas e ele anunciou publicamente sua saída da banda em 10 de abril, uma semana antes do lançamento de seu primeiro álbum solo.
Em 8 de maio de 1970, Let It Be foi lançado. Seu single, "The Long and Winding Road", foi o último dos Beatles; foi lançado nos Estados Unidos, mas não no Reino Unido. O documentário Let It Be se seguiu no final daquele mês e venceria o Oscar 1970 por Melhor Trilha Sonora Original. A crítica do Sunday Telegraph, Penelope Gilliatt, chamou de "um filme muito ruim e comovente ... sobre a separação dessa família de irmãos tranquilos, geometricamente perfeitos e outrora aparentemente sempre jovens". Vários revisores afirmaram que algumas das performances no filme soaram melhor do que as faixas análogas de seus álbuns. Descrevendo Let It Be como o "único álbum dos Beatles a causar críticas negativas e até hostis", Unterberger chama de "no geral subestimado"; ele destaca "alguns bons momentos do hard rock em 'I've Got a Feeling' e 'Dig a Pony'", e elogia "Let It Be", "Get Back" e "o folclórico 'Two of Us', com John e Paul harmonizando juntos".
McCartney entrou com uma ação pela dissolução da parceria contratual dos Beatles em 31 de dezembro de 1970. As disputas legais continuaram muito depois de seu rompimento e a dissolução não foi formalizada até 29 de dezembro de 1974, quando Lennon assinou a papelada que encerrou a parceria enquanto estava de férias com sua família no Walt Disney World Resort, na Flórida.

### 1970–presente: Após a separação

#### Década de 1970
Lennon, McCartney, Harrison e Starr lançaram álbuns solo em 1970. Seus discos solo às vezes envolviam um ou mais dos outros; Ringo, de 1973, foi o único álbum a incluir composições e performances de todos os quatro ex-membros, embora em canções separadas. Com a participação de Starr, Harrison realizou o Concerto para Bangladesh em Nova York, em agosto de 1971. Após a gravação de uma jam session em 1974, lançada não-oficialmente como A Toot and a Snore in '74, Lennon e McCartney não gravaram mais juntos.
Dois álbuns duplos dos maiores sucessos dos Beatles, compilados por Allen Klein, 1962-1966 e 1967-1970 foram lançados em 1973 pela gravadora Apple. Comumente conhecidos como "Álbum Vermelho" e "Álbum Azul", respectivamente, cada um ganhou uma certificação multiplatina nos Estados Unidos e uma certificação platina no Reino Unido. Entre 1976 e 1982, a EMI/Capitol lançou uma onda de álbuns de compilação sem a autorização dos ex-Beatles, começando com a compilação Rock 'n' Roll Music. O único a apresentar material inédito foi o The Beatles at Hollywood Bowl (1977); as primeiras gravações de concertos emitidas oficialmente pelo grupo, que continham seleções de dois shows realizados durante suas turnês nos EUA em 1964 e 1965. A banda tentou, sem sucesso, bloquear o lançamento de 1977 do Live! at the Star-Club in Hamburg, Germany; 1962. O álbum, emitido de forma independente, compilou gravações feitas durante a passagem do grupo em Hamburgo, feitas em uma máquina básica de gravação usando apenas um microfone.
A música e a fama duradoura dos Beatles foram exploradas comercialmente de várias outras maneiras, novamente fora de seu controle criativo. Em abril de 1974, o musical John, Paul, George, Ringo... and Bert, escrito por Willy Russell, estreou em Londres, com a participação da cantora Barbara Dickson. Ele incluiu, com permissão da Northern Songs, onze composições de Lennon-McCartney e uma de Harrison, "Here Comes the Sun". Desagradado com o uso de sua música na produção, Harrison retirou sua permissão para usá-la. Meses depois, o musical off-Broadway Sgt. Pepper's Lonely Hearts Club Band on the Road estreou.
Acompanhando a onda de nostalgia dos Beatles e persistentes rumores de reunião nos EUA durante a década de 1970, vários empreendedores fizeram ofertas públicas aos Beatles para um concerto de reunião. O promotor Bill Sargent ofereceu aos Beatles pela primeira vez dez milhões de dólares para um show em 1974. Ele aumentou sua oferta para trinta milhões em janeiro de 1976 e para cinquenta milhões no mês seguinte. Em 24 de abril de 1976, durante uma transmissão do Saturday Night Live, o produtor Lorne Michaels ofereceu aos Beatles três mil dólares para se reunirem no show. Lennon e McCartney estavam assistindo a transmissão ao vivo no apartamento de Lennon no The Dakota em Nova York, que ficava a uma curta distância do estúdio da NBC, de onde o programa estava sendo transmitido. Os ex-colegas de banda aceitaram brevemente a ideia de ir ao estúdio e surpreender Michaels ao aceitar sua oferta, o que não se concretizou.

#### Década de 1980
John Lennon foi morto a tiros em 8 de dezembro de 1980 por Mark Chapman, em Nova Iorque. Em maio de 1981, George Harrison lança "All Those Years Ago", canção que fala sobre seu tempo com os Beatles e homenageia Lennon. Conta com a participação de McCartney, Ringo e Linda McCartney. Em abril de 1982, Paul lança o álbum Tug of War, que inclui uma música em tributo a John, chamada "Here Today". Em 1987, Harrison lançou "When We Was Fab", canção sobre a era da beatlemania, sendo incluída no álbum Cloud Nine.
Quando os álbuns de estúdio dos Beatles foram lançados em CD pela EMI e pela Apple Corps em 1987, seu catálogo foi padronizado em todo o mundo, estabelecendo um cânone dos doze LPs de estúdio originais lançados no Reino Unido e a versão em LP dos EUA da Magical Mystery Tour.
Em 1988, os Beatles foram incluídos no Hall da Fama do Rock and Roll durante seu primeiro ano de elegibilidade. Na noite de sua indução, George e Starr apareceram para aceitar sua adjudicação, junto com a viúva Yoko Ono Lennon e seus dois filhos. McCartney permaneceu longe, comunicando à imprensa que estava "resolvendo dificuldades" com Harrison, Starr e com as propriedades de Lennon.

#### Década de 1990
Live at the BBC, o primeiro lançamento oficial de performances não-publicadas dos Beatles em dezessete anos, apareceu em 1994. Nesse mesmo ano, McCartney, Harrison e Starr colaboraram no projeto Anthology, que foi o ponto culminante do trabalho iniciado em 1970, quando o diretor da Apple Corps, Neil Aspinall, ex-roadie e assistente pessoal, começou a reunir material para um documentário com o título The Long and Winding Road. Documentando sua história nas próprias palavras da banda, o projeto incluiu o lançamento de várias gravações não publicadas dos Beatles. Em fevereiro de 1994, McCartney, Harrison e Starr também adicionaram novas partes instrumentais e vocais às canções gravadas como demos por Lennon no final dos anos 1970.
Uma dessas canções, "Free as a Bird" estreou como parte da série de documentários The Beatles Anthology e lançada como compacto em dezembro de 1995, seguida de "Real Love" em março de 1996. Essas canções também foram incluídas nas três coleções de álbuns da Anthology, lançados em 1995 e 1996, cada uma composta por dois CDs de um material inédito dos Beatles, nunca lançado antes. Klaus Voormann, que tinha conhecido os Beatles desde a excursão em Hamburgo, e que tinha anteriormente ilustrado a capa do Revolver, dirigiu a concepção da capa do Anthology.

#### Década de 2000
Em 13 de novembro de 2000, foi lançada a compilação 1, contendo as 27 canções de maior sucesso da banda de 1962 a 1970. A coleção vendeu, em sua primeira semana, 3,6 milhões de cópias. Em abril de 2009, no mundo inteiro, já havia vendido 31 milhões de cópias, tornando-se, à época, o álbum mais rapidamente vendido de todos os tempos e liderando as paradas de álbuns em pelo menos 28 países. Nos Estados Unidos, foi o álbum mais vendido da década.
Nos anos 1990, Harrison foi diagnosticado com câncer de pulmão e, desde então, lutou contra a doença, porém sucumbiu a ela em 29 de novembro de 2001. O músico Eric Clapton e a viúva de Harrison, Olivia, organizaram o Concert for George, que foi realizado no Royal Albert Hall no primeiro aniversário da morte do guitarrista, contando com a participação de McCartney e Starr.
Em 2003, Let It Be... Naked, uma versão reconcebida do álbum Let It Be, com McCartney supervisionando a produção, foi lançada. Uma das principais diferenças em relação à versão produzida por Spector foi a omissão dos arranjos originais de cordas. Foi um dos dez principais hits na Grã-Bretanha e na América. As configurações de álbuns nos EUA de 1964 a 1965 foram lançadas como conjuntos de caixas em 2004 e 2006; The Capitol Albums, Volume 1 e Volume 2 incluíam versões estéreo e mono baseadas nas mixagens que foram preparadas para vinil na época do lançamento americano original da música.
Em 2006, George Martin e seu filho Giles Martin remixaram algumas gravações originais dos Beatles com o objeto de criar uma trilha sonora na produção teatral do Cirque du Soleil, intitulada LOVE. Em 9 de setembro de 2009, todo o catálogo original dos Beatles foi reeditado após um extenso processo de remasterização digital que durou quatro anos. As edições estéreo de todos os doze álbuns de estúdio originais do Reino Unido, juntamente com Magical Mystery Tour e a compilação Past Masters, foram lançadas em CD, tanto individualmente quanto em conjunto. No mesmo dia, foi lançado o jogo The Beatles: Rock Band para PlayStation 3, Xbox 360 e Nintendo Wii.
Em novembro de 2009, foi anunciado que o catálogo da banda seria oficialmente relançado em USB, numa edição limitada de aproximadamente trinta mil unidades. O pen drive tinha formato de maçã e continha, além dos álbuns, suas artes internas e treze pequenos documentários.

#### Década de 2010
Devido a problemas com royalties, os Beatles estiveram entre os últimos grandes artistas a assinarem acordos com serviços de música online. A disputa da Apple Corps com a Apple, Inc. (proprietários do iTunes) sobre o uso da marca "Apple" também foi parcialmente responsável pelo atraso, embora, em 2008, McCartney tenha declarado que o principal obstáculo era que a EMI "quer[ia] algo que não est[ávamos] preparados para dar a eles". Em 2010, o cânone oficial dos treze álbuns de estúdio dos Beatles, Past Masters e os álbuns de compilação "Vermelho" e "Azul" foram disponibilizados no iTunes.
Em 2012, as operações de música gravada da EMI foram vendidas para o Universal Music Group. A União Europeia, por razões antitruste, forçou a EMI a cindir ativos, incluindo o selo Parlophone. A Universal teve permissão para manter o catálogo de canções gravadas dos Beatles, gerenciado pela Capitol Records sob sua divisão Capitol Music Group. Todo o catálogo de álbuns originais dos Beatles foi reeditado em discos de vinil em 2012; individualmente ou em conjunto.
Em 2013, um segundo volume de gravações da BBC, intitulado On Air - Live at the BBC Volume 2, foi lançado. Em dezembro daquele ano, foram lançadas outras 59 gravações dos Beatles no iTunes. O conjunto, intitulado The Beatles Bootleg Recordings 1963, teve a oportunidade de obter uma extensão de direitos autorais de 70 anos, condicionada à publicação das canções pelo menos uma vez antes do final de 2013. A Apple Records lançou as gravações em 17 de dezembro para impedir que elas entrassem domínio público e retirou-os do iTunes no mesmo dia. As reações dos fãs ao lançamento foram confusas, com um blogueiro dizendo "os colecionadores hardcore dos Beatles que estão tentando obter tudo já terão isso".
Em 26 de janeiro de 2014, McCartney e Starr se apresentaram juntos no Grammy Awards de 2014, realizado no Staples Center em Los Angeles. No dia seguinte, o especial televisivo dos Beatles The Night That Changed America: A Grammy Salute to The Beatles foi gravado no Los Angeles Convention Center. Foi ao ar em 9 de fevereiro, a data exata da transmissão original da primeira aparição televisiva dos Beatles nos Estados Unidos no The Ed Sullivan Show, 50 anos antes. O especial incluiu apresentações de canções dos Beatles de artistas atuais, bem como de McCartney e Starr, imagens de arquivo e entrevistas com os dois ex-Beatles sobreviventes, realizados por David Letterman no Ed Sullivan Theater. Em dezembro de 2015, os Beatles lançaram seu catálogo para streaming em vários serviços de música, incluindo Spotify e Apple Music.
Em setembro de 2016, foi lançado o documentário The Beatles: Eight Days a Week. Dirigido por Ron Howard, ele narrou a carreira dos Beatles durante seus anos de turnê de 1962 a 1966, de suas performances no The Cavern Club de Liverpool em 1961 até seu concerto final em San Francisco em 1966. O filme foi lançado em 15 de setembro de 2016 no Reino Unido e Estados Unidos e começou a ser transmitido no Hulu em 17 de setembro de 2016. Ele recebeu vários prêmios e indicações, incluindo Melhor Documentário no 70º British Academy Film Awards. Uma versão ampliada, remixada e remasterizada do álbum ao vivo de 1977, The Beatles at Hollywood Bowl, foi lançada em 9 de setembro de 2016, para coincidir com o lançamento do filme.
Em 18 de maio de 2017, a Sirius XM Radio lançou um canal de rádio 24/7, The Beatles Channel. Uma semana depois, Sgt. Pepper's Lonely Hearts Club Band foi relançado com novas mixagens estéreo e material inédito para o 50º aniversário do álbum. Conjuntos de caixas semelhantes foram lançados para The Beatles em novembro de 2018 e Abbey Road em setembro de 2019. Na primeira semana de outubro de 2019, Abbey Road retornou ao número um na parada de álbuns do Reino Unido. Os Beatles quebraram seu próprio recorde para o álbum com a maior diferença entre liderar as paradas quando Abbey Road alcançou o primeiro lugar 50 anos após seu lançamento original.

#### Década de 2020
Em agosto de 2021, The Beatles: Get Back, um documentário dirigido por Peter Jackson utilizando filmagens capturadas para o que se tornou o filme Let It Be, foi lançado pela Walt Disney Studios Motion Pictures nos Estados Unidos e Canadá e posteriormente, no mundo inteiro. A produção já havia tido seu lançamento confirmado para setembro de 2020, porém o mesmo foi adiado devido à pandemia de COVID-19. Ainda em 2021, o álbum Let It Be foi relançado com uma nova mixagem produzida por Giles Martin. O mesmo foi feito no ano seguinte com o álbum Revolver. Em 2023, McCartney anunciou o lançamento de uma "canção final" dos Beatles, construída com base em uma gravação demo de Lennon, que foi recuperada utilizando inteligência artificial. Em outubro de 2023, a canção foi revelada como sendo  "Now and Then", com data de lançamento físico e digital em 2 de novembro de 2023.

## Características

### Evolução musical
Em 1964, no single "I Feel Fine", John Lennon realizou pela primeira vez a utilização de um feedback (microfonia) como efeito de gravação. O feedback foi descoberto por acaso quando John, no estúdio, sem querer, inclinou a guitarra contra o amplificador. Os Beatles e George Martin quiseram colocar esse som no começo da gravação. A banda apresentou grande evolução em álbuns como Rubber Soul (1965), Revolver (1966) e Sgt. Pepper's Lonely Hearts Club Band (1967). Os Beatles continuaram a absorver influências mesmo depois de seus primeiros sucessos, encontrando frequentemente novas avenidas musicais e líricas escutando seus contemporâneos. As influências musicais incluem The Byrds e The Beach Boys, cujo álbum Pet Sounds foi um dos preferidos de McCartney. George certa vez comentou que "Sem Pet Sounds, Sgt. Pepper não teria existido… Pepper foi uma tentativa de igualar Pet Sounds". Outra influência da banda foi Presley, que Lennon chamou de faísca porque ele o fez se interessar pela música:
Foi Elvis quem realmente me levou a comprar discos. Eu achava seus primeiros materiais ótimos. A era de Bill Haley passou perto de mim, de certa forma, pois, quando suas gravações apareceram nas rádios, minha mãe começou a ouvi-los, mas não senti nada de especial por eles. Foi Elvis quem me fez ficar viciado no gênero de música beat. Quando ouvi seu 'Heartbreak Hotel', pensei: ‘isso é o que é’ "

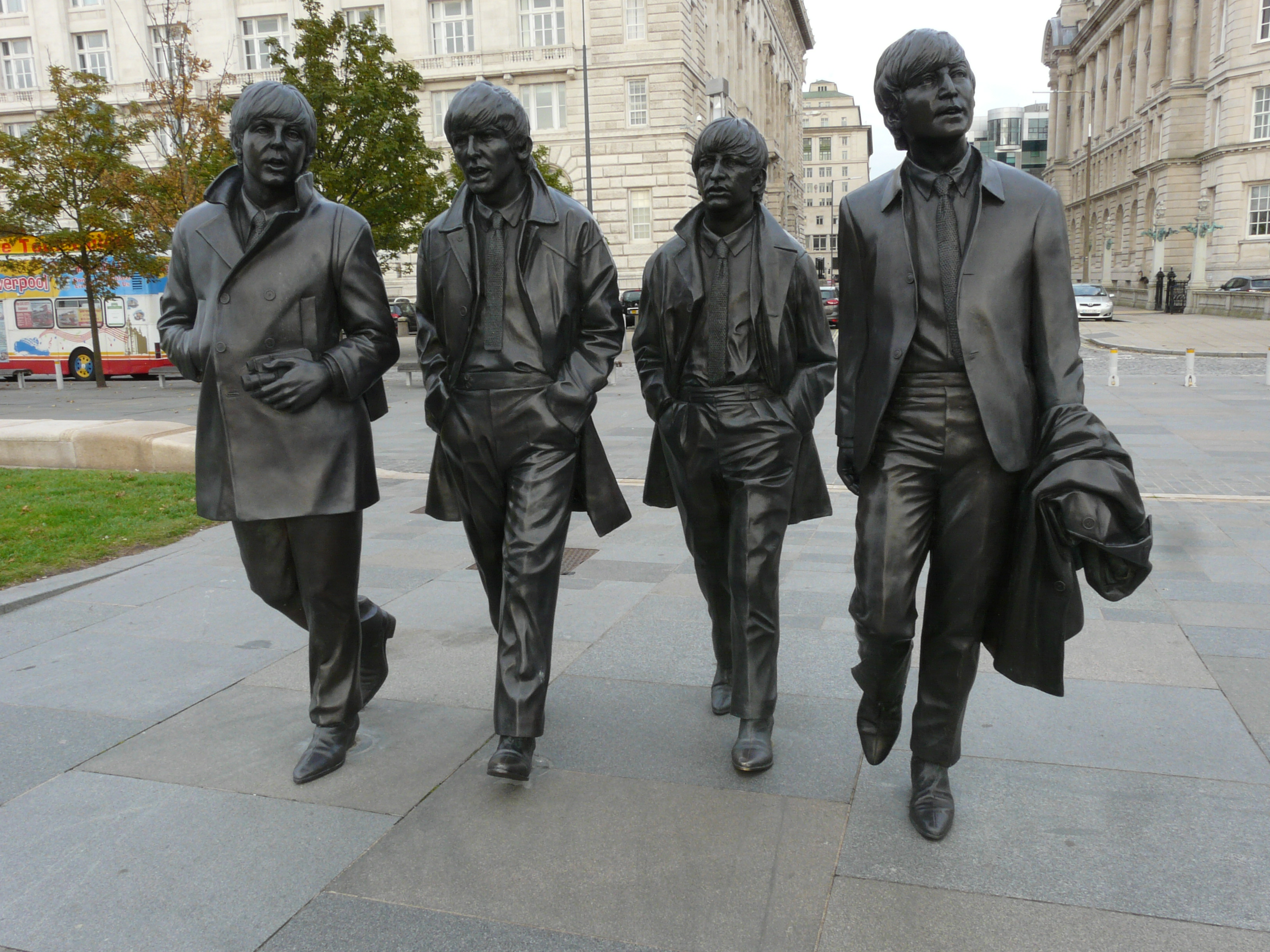
Estátuas dos Beatles em Liverpool, Reino Unido.

Utilizando técnicas de estúdio como efeitos sonoros, colocações não-convencionais de microfone e outros instrumentos, loops em teipes, técnicas de double tracking e variações de velocidade em áudios, os Beatles começaram a aumentar as gravações onde seus instrumentos eram utilizados de maneiras não convencionais e suas canções inovaram o rock da época e das outras gerações. Isso inclui naipes de metais e corda, assim como instrumentos indianos como a cítara em "Norwegian Wood (This Bird Has Flown)" e o swarmandel em "Strawberry Fields Forever". Eles também utilizaram precocemente instrumentos eletrônicos, como o mellotron junto às vozes de flauta na introdução de "Strawberry Fields Forever", e o clavioline, um tipo de teclado eletrônico que criou um som não-usual em "Baby You're a Rich Man".
Uma apresentação de Concertos de Brandenburgo, de Bach, mostrada na televisão britânica na época, inspirou McCartney a usar o flautim no arranjo de "Penny Lane", em 1967. Um fator com maior e melhor prestígio ainda está presente em "A Day in the Life", a primeira canção de rock a ser acompanhada por uma orquestra sinfônica. Presente em Sgt. Pepper, a faixa impressionou pelos barulhos e sons estranhos no meio da canção, porque, até então, nada havia de parecido na história do rock and roll. A parte as tentativas de outras bandas em criarem uma ópera rock, foi o ato de desmembrar uma canção em duas partes formando um início e um fim, com a introdução de um pequeno trecho que funciona como um entreato para o tema, que fez com que A Day in the Life pudesse ser considerada a primeira opereta do rock, e não um simples medley de canções. A ideia de juntar partes distintas e formar uma única canção foi de John Lennon, que compôs a maior parte da música sendo seu início e fim, e tomando de Paul um pequeno trecho independente com o qual trabalhava. No ano seguinte, em 1968, o trabalho da banda também contemplou os estilos folk e hard rock, em composições como "Rocky Raccoon" ou "Revolution", composição de Lennon considerada precursora do punk rock. O grupo voltaria a inovar, com o que para muitos seria a primeira canção "heavy metal" da história (embora existam outras candidatas ao posto): a canção "Helter Skelter", contida no Álbum Branco.

### Influências

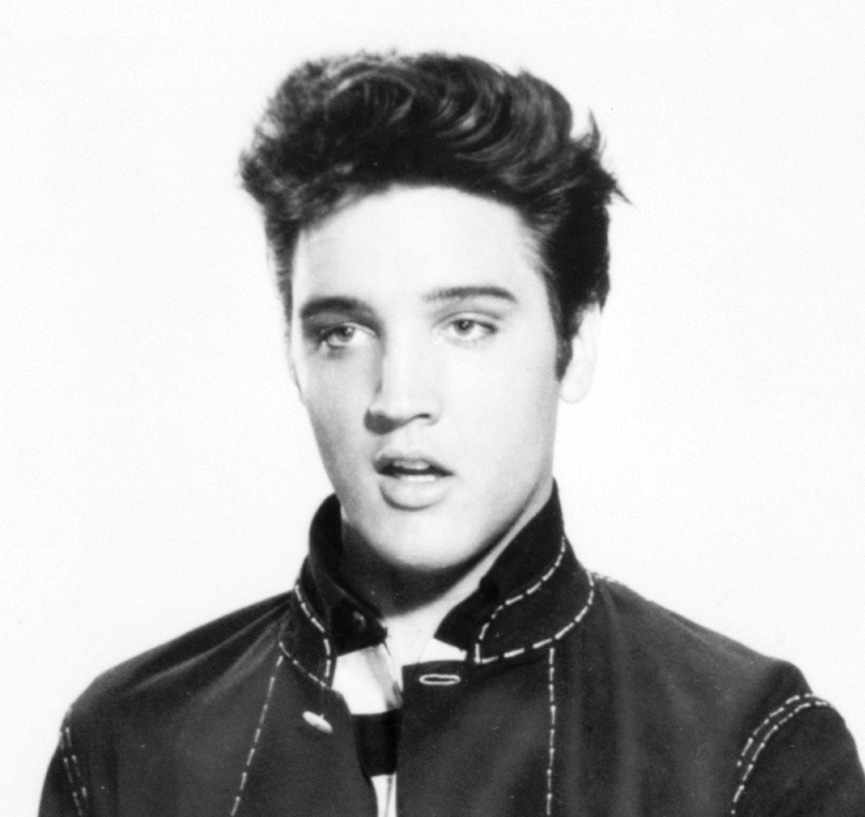
Elvis Presley em 1957

As primeiras influências da banda incluem Elvis Presley, Carl Perkins, Little Richard e Chuck Berry. Durante a co-residência dos Beatles com Little Richard no Star-Club em Hamburgo, de abril a maio de 1962, ele os aconselhou sobre a técnica adequada para tocar suas canções. Sobre Presley, Lennon disse: "Nada realmente me afetou até ouvir Elvis. Se não houvesse Elvis, não haveria os Beatles". Outras influências iniciais incluem Buddy Holly, Eddie Cochran, Roy Orbison e os The Everly Brothers.
Os Beatles continuaram absorvendo influências muito depois de seu sucesso inicial, muitas vezes encontrando novos caminhos musicais e líricos ao ouvir seus contemporâneos, incluindo Bob Dylan, The Who, Frank Zappa, The Lovin 'Spoonful, The Byrds e Beach Boys, cujo álbum Pet Sounds, de 1966, surpreendeu e inspirou McCartney. Referindo-se ao líder criativo dos Beach Boys, Martin afirmou mais tarde: "Ninguém causou maior impacto nos Beatles do que Brian [Wilson]". Ravi Shankar, com quem Harrison estudou por seis semanas na Índia no final de 1966, teve um efeito significativo em seu desenvolvimento musical durante os últimos anos da banda.

### Gêneros
Originados como um grupo de skiffle, os Beatles abraçaram rapidamente o rock and roll dos anos 1950 e ajudaram a ser pioneiros no gênero Merseybeat e seu repertório acabou se expandindo para incluir uma ampla variedade de música pop. Refletindo a variedade de estilos que eles exploraram, Lennon disse sobre o Beatles for Sale: "Você poderia chamar o nosso novo de LP country-and-western dos Beatles", enquanto o escritor Jonathan Gould credita Rubber Soul como "o instrumento pelo qual legiões de entusiastas de música folk foram persuadidos ao campo do pop".

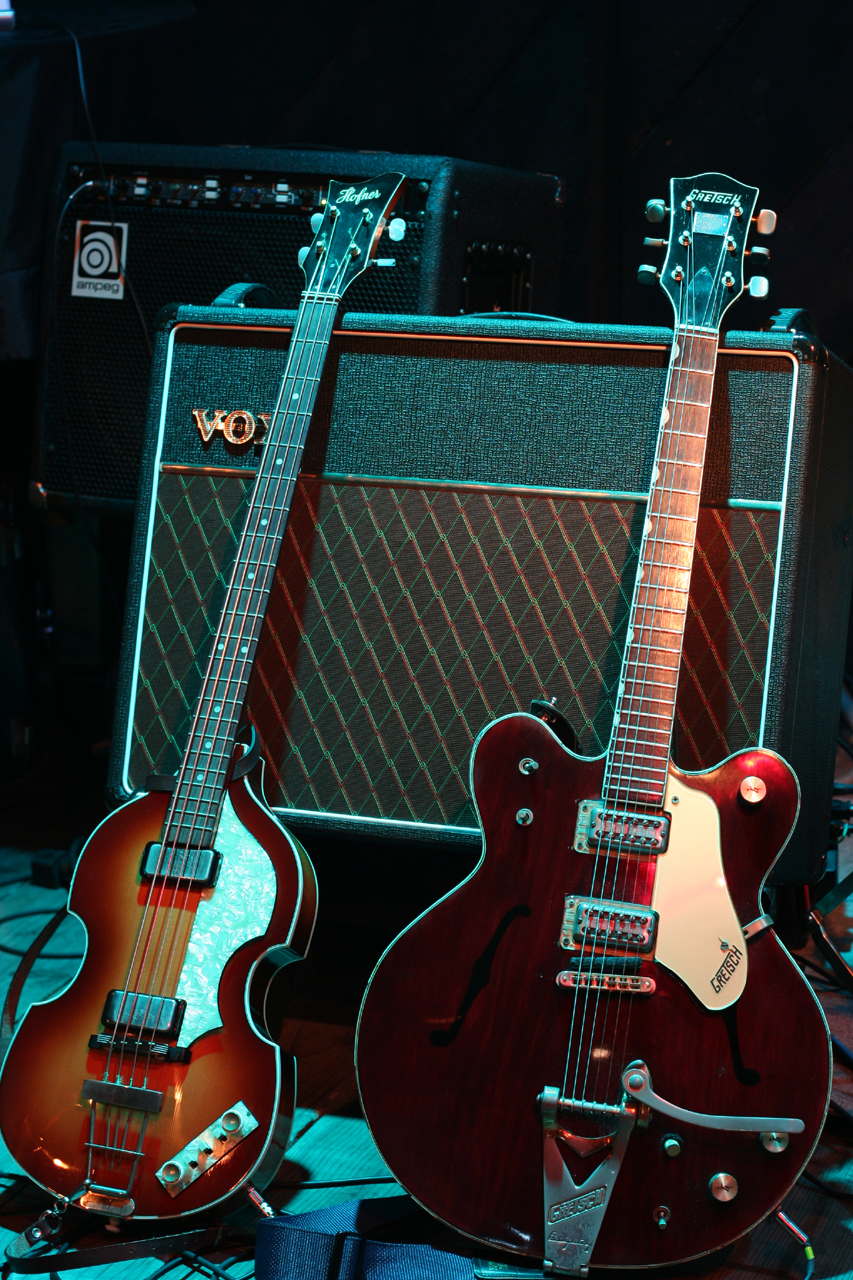
Um baixo Höfner "violino" e um violão Gretsch Country Gentleman, modelos tocados por McCartney e Harrison, respectivamente; o amplificador Vox AC30 por trás deles é o modelo usado pelos Beatles durante apresentações no início dos anos 1960

Embora a música "Yesterday", de 1965, não tenha sido o primeiro disco pop a empregar cordas orquestrais, marcou o primeiro uso gravado pelo grupo de elementos da música clássica. Gould observa: "O som mais tradicional das cordas permitiu uma nova apreciação de seu talento como compositores por ouvintes que eram alérgicos ao barulho da bateria e das guitarras". Eles continuaram a experimentar arranjos de cordas com vários efeitos; "She's Leaving Home", do álbum Sgt. Peppers, por exemplo, é "moldada como uma balada vitoriana sentimental", escreve Gould, "suas palavras e canções cheias dos clichês do melodrama musical".
O alcance estilístico da banda expandiu-se em outra direção com sua "Rain" do lado B de 1966, descrito por Martin Strong como "o primeiro registro abertamente psicodélico dos Beatles". Outras composições psicodélicas seguiram, como "Tomorrow Never Knows" (gravado antes de "Rain"), "Strawberry Fields Forever", "Lucy in the Sky with Diamonds" e "I Am the Walrus". A influência da música clássica indiana foi evidente em The Inner Light, de Harrison, "Love You To" e "Within You Without You" - Gould descreve os dois últimos como tentativas de "replicar a forma de raga em miniatura".
A inovação foi a característica mais marcante de sua evolução criativa, de acordo com o historiador da música e pianista Michael Campbell: "'A Day in the Life' encapsula a arte e a realização dos Beatles, assim como qualquer música única: a imaginação sonora, a persistência de melodia afinada e a estreita coordenação entre as palavras e a música. Isso representa uma nova categoria de música - mais sofisticada que o pop ... e inovadora: nunca houve literalmente uma música - clássica ou vernáculo - que misturou tantos elementos díspares com tanta imaginação". O professor de filosofia Bruce Ellis Benson concorda:" os Beatles ... nos dão um exemplo maravilhoso de como influências tão amplas como a música celta, rhythm and blues, e country e western poderiam ser reunidos de uma nova maneira".
O autor Dominic Pedler descreve a maneira como eles cruzaram os estilos musicais: "Longe de se mover sequencialmente de um gênero para outro (como às vezes é conveniente sugerir), o grupo manteve em paralelo seu domínio do tradicional e cativante gráfico ao mesmo tempo em que forjava o rock e brincava com uma música uma ampla gama de influências periféricas do country ao vaudeville. Um desses tópicos foi a opinião deles sobre a música folclórica, que formaria uma base essencial para suas colisões posteriores com a música e a filosofia indianas". Conforme as relações entre os membros da banda ficavam mais tensas, seus gostos individuais se tornaram mais aparentes. A capa minimalista do White Album contrastava com a complexidade e diversidade de sua música, que englobava "Revolution 9" de Lennon (cuja abordagem da música concreta foi influenciada por Yoko Ono), a música country de Starr "Don't Pass Me By", a balada de Harrison "While My Guitar Gently Weeps" e o proto-metal de "Helter Skelter" de McCartney.

## Discografia
Álbuns de estúdio
- Please Please Me (Parlophone, 1963)
- With the Beatles (Parlophone, 1963)
- A Hard Day's Night (Parlophone, 1964)
- Beatles for Sale (Parlophone, 1964)
- Help! (Parlophone, 1965)
- Rubber Soul (Parlophone, 1965)
- Revolver (Parlophone, 1966)
- Sgt. Pepper's Lonely Hearts Club Band (Parlophone, 1967)
- Magical Mystery Tour (Capitol, 1967)
- The Beatles (também conhecido como White Album ou Álbum Branco) (Apple Records, 1968)
- Yellow Submarine (Apple Records, 1969)
- Abbey Road (Apple Records, 1969)
- Let It Be (Apple Records, 1970)

### Catálogo de canções
Até 1969, o catálogo dos Beatles foi publicado quase exclusivamente pela Northern Songs, uma empresa formada em fevereiro de 1963 pelo editor de música Dick James especificamente para Lennon e McCartney, embora mais tarde tenha adquirido canções de outros artistas. A empresa foi organizada com James e seu sócio, Emmanuel Silver, que detinha um controle acionário, descrito de forma diversa como 51% ou 50% mais uma ação. McCartney tinha 20%. Os relatórios variam novamente em relação à porção de Lennon - 19 ou 20% - e à de Brian Epstein - 9 ou 10% - que ele recebeu em vez de uma taxa de gerenciamento de banda de 25%. Em 1965, a empresa tornou-se pública. Foram criados cinco milhões de ações, das quais os principais originais retiveram 3,75 milhões. James e Silver receberam 937 mil ações (18,75% de 5 milhões); Lennon e McCartney receberam 750 mil ações (15%); e a empresa de administração de Epstein, NEMS Enterprises, recebeu 375 mil ações (7,5%). Dos 1,25 milhão de ações colocadas à venda, Harrison e Starr adquiriram cada um 40 mil. No momento da oferta de ações, Lennon e McCartney renovaram seus contratos de publicação de três anos, vinculando-os a Northern Songs até 1973.
Harrison criou o Harrisongs para representar suas composições dos Beatles, mas assinou um contrato de três anos com a Northern Songs, que lhe concedeu os direitos autorais de seu trabalho até março de 1968, incluindo "Taxman" e "Within You Without You". As canções nas quais Starr recebeu créditos de coautoria antes de 1968, como "What Goes On" e "Flying", também eram direitos autorais do Northern Songs. Harrison não renovou seu contrato com a Northern Songs quando ele terminou, assinando com a Apple Publishing, mantendo os direitos autorais de seu trabalho a partir desse momento. Harrison, portanto, detém os direitos de suas canções mais recentes dos Beatles, como "While My Guitar Gently Weeps" e "Something". Naquele ano, Starr também criou a Startling Music, que detém os direitos de suas composições dos Beatles, "Don't Pass Me By" e "Octopus's Garden".
Em março de 1969, James organizou a venda das ações dele e de seu parceiro da Northern Songs para a empresa britânica de televisão Associated Television (ATV), fundada pelo empresário Lew Grade, sem antes informar os Beatles. A banda fez uma tentativa de obter um controle acionário, tentando fechar um acordo com um consórcio de corretoras de Londres que acumularam uma participação de 14%. O acordo entrou em colapso devido às objeções de Lennon, que declarou: "Estou cansado de ser fodido por homens de terno sentados em suas bundas gordas na City". No final de maio, a ATV havia adquirido uma participação majoritária da Northern Songs, controlando quase todo o catálogo Lennon-McCartney, bem como qualquer material futuro até 1973. Frustrados, Lennon e McCartney venderam suas ações para a ATV no final de outubro de 1969.
Em 1981, as perdas financeiras da controladora da ATV, a Associated Communications Corporation (ACC), levaram-na a tentar vender sua divisão de música. Segundo os autores Brian Southall e Rupert Perry, Grade entrou em contato com McCartney, oferecendo ATV Music e Northern Songs por 30 milhões de dólares. De acordo com um relato que McCartney deu em 1995, ele se encontrou com Grade e explicou que estava interessado apenas no catálogo Northern Songs se Grade estivesse disposto a "separar" essa parte da ATV Music. Logo depois, Grade se ofereceu para vender a ele a Northern Songs por 20 milhões de libras, dando ao ex-Beatle "mais ou menos uma semana" para decidir. Pela conta de McCartney, ele e Ono responderam com uma oferta de 5 milhões de libras esterlinas, que foi rejeitada. Segundo relatos da época, Grade se recusou a separar Northern Songs e recusou uma oferta de 21 a 25 milhões de libras de McCartney e Ono para a Northern Songs. Em 1982, a ACC foi adquirida em uma aquisição pelo magnata empresarial australiano Robert Holmes à Court por 60 milhões de libras.
Em 1985, Michael Jackson comprou a ATV por 47,5 milhões de dólares. A aquisição deu a ele controle sobre os direitos de publicação de mais de 200 canções dos Beatles, além de 40 mil outros direitos autorais. Em 1995, em um acordo que lhe rendeu 110 milhões de dólares, Jackson fundiu seu negócio de edição musical com a Sony, criando uma nova empresa, a Sony/ATV Music Publishing, na qual detinha uma participação de 50%. A fusão fez da nova empresa, então avaliada em mais de meio bilhão de dólares, a terceira maior editora de música do mundo.
Apesar da falta de direitos de publicação para a maioria de suas canções, os bens de Lennon e McCartney continuam a receber suas respectivas ações dos royalties dos compositores, que juntos representam 33 1⁄3% do total das receitas comerciais nos Estados Unidos e que variam em outros lugares do mundo entre 50 e 55%. Duas das primeiras canções de Lennon e McCartney - "Love Me Do" e "P.S. I Love You" - foram publicadas por uma subsidiária da EMI, a Ardmore & Beechwood, antes de assinarem com James. McCartney adquiriu seus direitos de publicação da Ardmore em 1978 e elas são as únicas duas canções dos Beatles pertencentes à empresa MPL Communications de McCartney. Em 18 de janeiro de 2017, McCartney entrou com uma ação no tribunal distrital dos Estados Unidos contra a Sony/ATV Music Publishing buscando recuperar a propriedade de sua parte do catálogo de canções de Lennon-McCartney a partir de 2018. Segundo a lei de direitos autorais estadunidense, para trabalhos publicados antes de 1978, o autor pode recuperar direitos autorais atribuídos a um editor após 56 anos. McCartney e Sony concordaram em um acordo confidencial em junho de 2017.

## Filmografia

The Beatles em um screenshot do trailer do filme Help!.

Entre 1964 e 1970, eles apareceram em cinco grandes filmes, começando com A Hard Day's Night (1964) e terminando com Let It Be (1970). Do final de 1965 a 1969, o grupo também apareceu em vários filmes promocionais de seus singles, que foram creditados com a antecipação de videoclipes e a ascensão da MTV na década de 1980.
Durante os anos da beatlemania, os Beatles apareceram em dois filmes, A Hard Day's Night (1964) e Help! (1965), ambos dirigidos pelo diretor americano Richard Lester. A Hard Day's Night foi filmado em preto e branco e apresentou a banda como versões ficcionais de si mesma durante o auge da beatlemania, enquanto a Help! foi filmado em cores e mostrou o grupo lutando para gravar música enquanto tentava proteger Starr de uma seita sinistra e de um par de cientistas loucos, todos obcecados em obter um de seus anéis. Após a gravação de Sgt. Pepper's Lonely Hearts Club Band, os Beatles produziram e estrelaram seu terceiro longa-metragem,  Magical Mystery Tour, um filme de televisão quase sem roteiro que mostrava o grupo e seus amigos em uma turnê britânica. A banda também participou da animação Yellow Submarine (1968), que apresentava versões animadas dos membros da banda e uma trilha sonora que incluía gravações de estúdio inéditas. O principal filme final da banda foi Let It Be (1970), que documentou o grupo ensaiando e gravando canções para o último álbum de estúdio com o mesmo nome.
A maioria de seus filmes foi muito bem recebida, exceto o filme de televisão Magical Mystery Tour (1967), que foi criticado tanto pela crítica especializada quanto pelo público. Cada um de seus filmes tinha o mesmo nome que o álbum da trilha sonora associada e uma música nesse álbum. Os Beatles também tiveram suas próprias carreiras fora da banda em graus variados; Starr se tornou um ator de sucesso; Harrison se tornou um produtor de sucesso com sua produtora HandMade Films; McCartney apareceu em três filmes, e Lennon teve um papel de coprotagonista em How I Won the War (1967). Os Beatles também foram alvo de inúmeros documentários, foram exibidos nas telas tanto no cinema quanto na televisão e inspiraram outros filmes.

## Legado

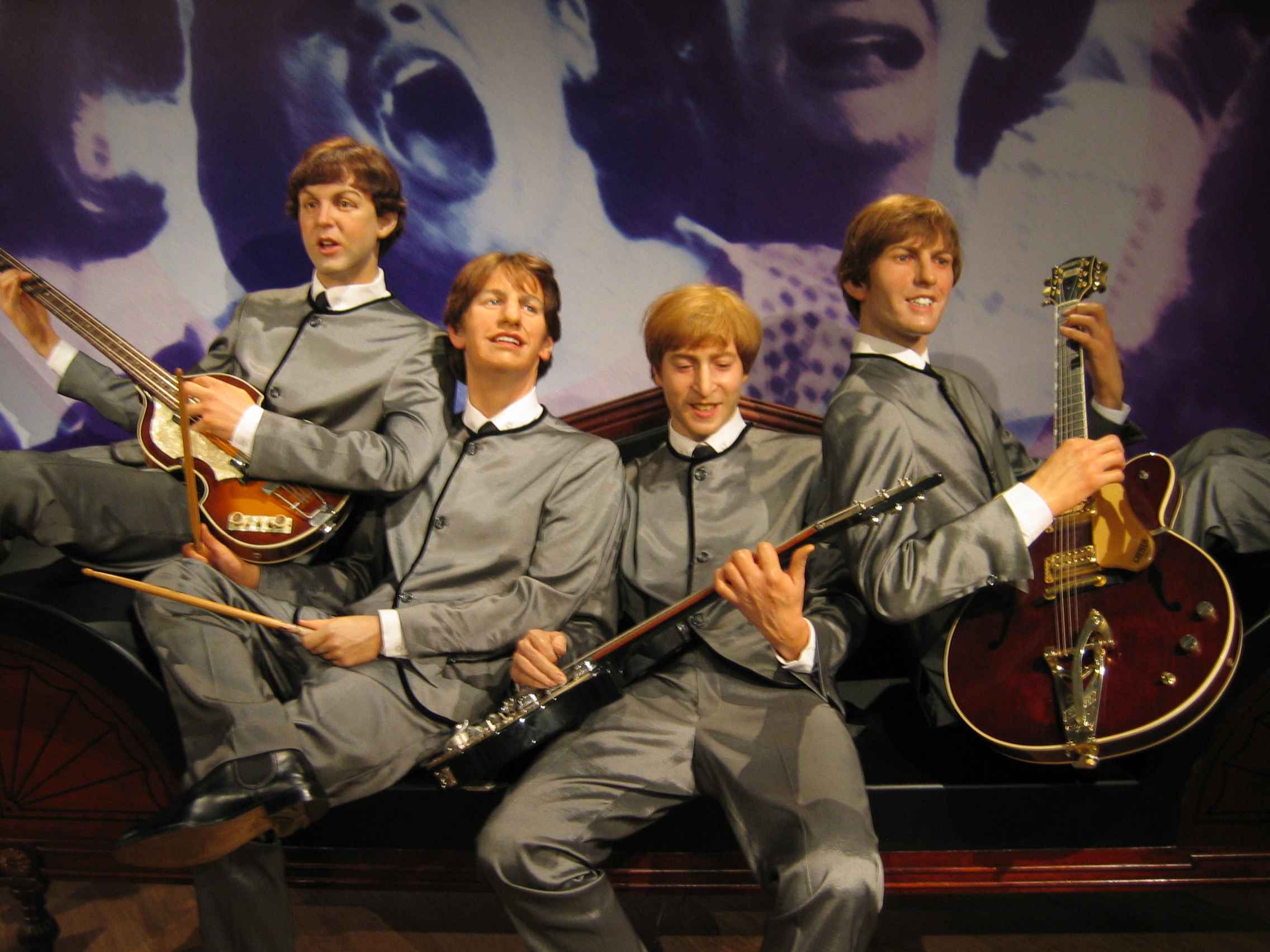
Bonecos de cera dos Beatles em exposição no Madame Tussauds, em Londres. Paul McCartney, Ringo Starr, John Lennon e George Harrison (esq. para direita). Note atrás dos bonecos fotografias de típicas fãs dos Beatles no auge da beatlemania

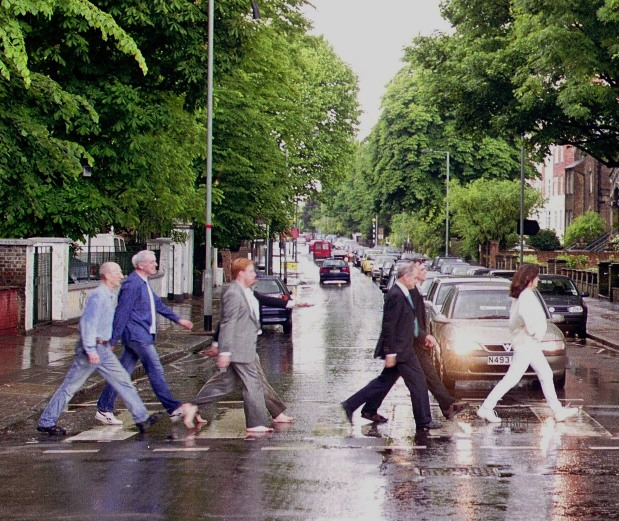
Fãs recriando a imagem da capa de Abbey Road, uma das capas de álbuns musicais mais imitadas da história

O ex-editor associado da Rolling Stone, Robert Greenfield, comparou os Beatles a Picasso, como "artistas que romperam as restrições de seu tempo para criar algo que era único e original ... Na forma da música popular, ninguém será tão revolucionário, criativo e distinto ... ". O poeta britânico Philip Larkin descreveu o trabalho da banda como "um híbrido encantador e intoxicante do rock and roll negro com seu próprio romantismo adolescente", e "o primeiro avanço na música popular desde a Guerra".
Eles não apenas provocaram a "invasão britânica" dos Estados Unidos, como também se tornaram um fenômeno globalmente influente. Desde a década de 1920, os Estados Unidos dominavam a cultura do entretenimento popular em grande parte do mundo, via filmes de Hollywood, jazz, canções da Broadway e Tin Pan Alley e, mais tarde, o rock and roll que surgiu pela primeira vez em Memphis, Tennessee. Os Beatles são considerados ícones culturais britânicos, com jovens adultos do exterior nomeando a banda entre um grupo de pessoas que eles mais associaram à cultura britânica
Suas inovações musicais e sucesso comercial inspiraram músicos em todo o mundo. Muitos artistas reconheceram a influência dos Beatles e tiveram sucesso nas paradas com covers de suas canções. No rádio, sua chegada marcou o início de uma nova era; em 1968, o diretor do programa da estação de rádio WABC de Nova York proibiu seus DJs de tocar qualquer música "pré-Beatles", marcando a linha de definição do que seria considerado oldies na rádio estadunidense. Eles ajudaram a redefinir o álbum como algo mais do que apenas alguns hits com "enchimento" e foram os principais inovadores do videoclipe moderno. O show do Shea Stadium com o qual eles abriram sua turnê norte-americana em 1965 atraiu cerca de 55 600 pessoas, a maior audiência da história do concerto; Spitz descreve o evento como um "grande avanço ... um passo gigantesco para reformular o negócio de shows". A emulação de suas roupas e, especialmente, de seus penteados, que se tornaram uma marca de rebelião, teve um impacto global na moda.
Segundo Gould, os Beatles mudaram a maneira como as pessoas ouviam música popular e experimentavam seu papel em suas vidas. Desde que começou como a moda da "beatlemania", a popularidade do grupo se transformou no que era visto como uma personificação dos movimentos socioculturais da década. Como ícones da contracultura dos anos 1960, Gould continua, eles se tornaram um catalisador do boêmio e do ativismo em várias arenas sociais e políticas, alimentando movimentos como a libertação das mulheres, a libertação dos gays e o ambientalismo. Segundo Peter Lavezzoli, após a controvérsia "mais populares que Jesus" em 1966, os Beatles sofreram uma pressão considerável para dizer as coisas certas e "iniciaram um esforço conjunto para espalhar uma mensagem de sabedoria e consciência superior".
Outros comentaristas, como Mikal Gilmore e Todd Leopold, traçaram o início de seu impacto sociocultural mais cedo, interpretando até o período beatlemania, particularmente em sua primeira visita aos Estados Unidos, como um momento fundamental no desenvolvimento da consciência geracional. Referindo-se à aparição da banda no Ed Sullivan Show, Leopold declara: "De muitas maneiras, a aparição no Sullivan marcou o início de uma revolução cultural ... Os Beatles eram como alienígenas lançados nos Estados Unidos em 1964". Segundo Gilmore:
Elvis Presley havia nos mostrado como a rebelião poderia ser moldada em um estilo de abrir os olhos; os Beatles estavam nos mostrando como o estilo poderia ter o impacto da revelação cultural - ou pelo menos como uma visão pop poderia ser forjada em um consenso irrepreensível.

### Prêmios e reconhecimento

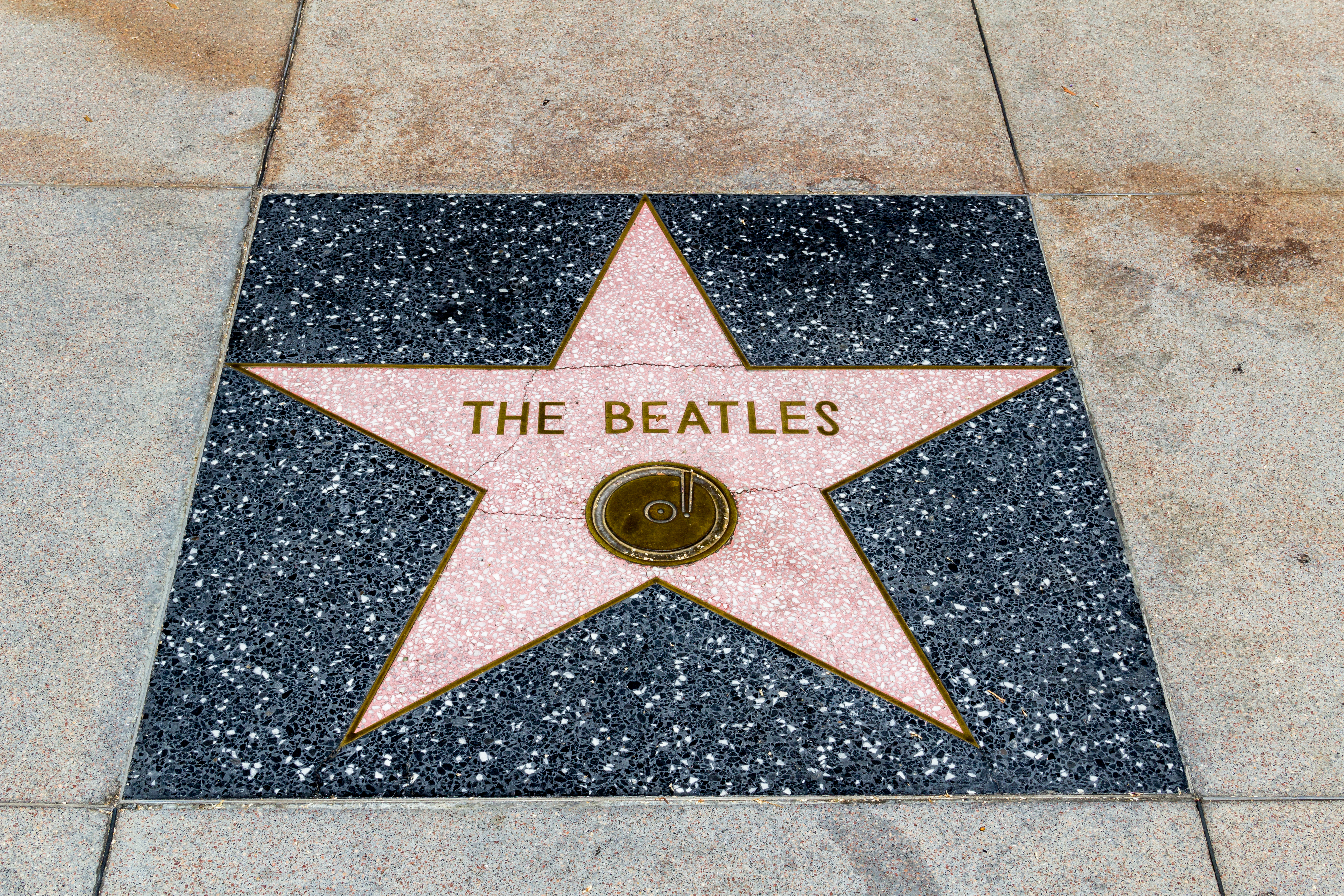
Estrela dos Beatles na Calçada da Fama, em Hollywood, Califórnia, Estados Unidos

Em 1965, a rainha Elizabeth II nomeou Lennon, McCartney, Harrison e Starr como membros da Ordem do Império Britânico (MBE). Os Beatles ganharam o Oscar de 1971 como Melhor Trilha Sonora Original pelo filme Let It Be (1970). Ganhadores de sete prêmios Grammy e quinze prêmios Ivor Novello, os Beatles têm seis álbuns de diamante, além de 20 álbuns multiplatina, 16 álbuns de platina e seis álbuns de ouro nos Estados Unidos. No Reino Unido, os Beatles têm quatro álbuns multiplatina, quatro álbuns de platina, oito álbuns de ouro e um álbum de prata. Eles foram introduzidos no Hall da Fama do Rock and Roll em 1988.
A banda mais vendida da história, os Beatles venderam mais de 800 milhões de álbuns físicos e digitais até 2013. Eles tiveram mais álbuns no topo das paradas do Reino Unido e vendeu 21,9 milhões singles no país. Em 2004, a Rolling Stone classificou os Beatles como os artistas de rock mais significativos e influentes dos últimos 50 anos. Eles ficaram em primeiro lugar na lista da revista Billboard dos artistas mais bem sucedidos de todos os tempos. Em 2017, eles detiveram o recorde de maior número de hits número um na Billboard Hot 100, com vinte canções. A Recording Industry Association of America certificou que os Beatles venderam 178 milhões de unidades nos Estados Unidos, mais do que qualquer outro artista. Eles foram incluídos coletivamente na compilação da revista Time das 100 pessoas mais influentes do século XX. Em 2014, eles receberam o Grammy Lifetime Achievement Award.
Em 16 de janeiro de cada ano, a partir de 2001, passou a ser celebrado o Dia Mundial dos Beatles pela UNESCO. Esta data tem relação direta com a abertura do Cavern Club em 1957.

## Membros

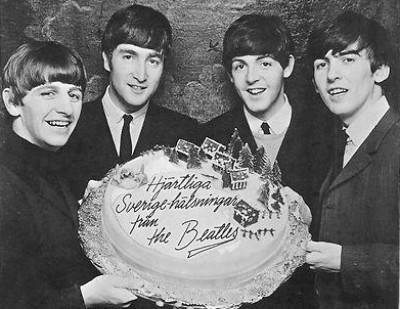
Membros da banda em 1963

Durante o período em que esteve ativa, a banda teve diversos integrantes. Os principais são John Lennon (assassinado em 1980), Paul McCartney, George Harrison (morto em 2001, vítima de câncer) e Ringo Starr. Muitos outros músicos também fizeram parte da banda. As primeiras formações tiveram como integrantes os bateristas Pete Best, Norman Chapman, Tommy Moore e Jimmy Nicol e os baixistas Stuart Sutcliffe e Chas Newby, sendo que Nicol, substituindo Ringo Starr, atuou durante 13 dias em 1964.
| Membros principais - John Lennon – vocais, guitarra rítmica, gaita, teclados, baixo (1960–1969, falecido em 1980) - Paul McCartney – vocais, baixo, guitarra rítmica, teclados, bateria (1960–1970; 1994–1995; 2023) - George Harrison – guitarra solo e rítmica, vocais, cítara, teclados, baixo (1960–1970; 1994–1995, falecido em 2001) - Ringo Starr – bateria, percussão, vocais (1962–1970; 1994–1995; 2023) | Primeiros membros - Pete Best – bateria, vocais (1960–1962) - Stuart Sutcliffe – baixo, vocais (1960–1961) - Chas Newby – baixo (1960–1961) - Norman Chapman – bateria (1960) - Tommy Moore – bateria (1960) Músico de turnês - Jimmy Nicol – bateria (1964) |